# Isis
| Q1 | X1 · H8 | B1 |

| Q1 | X1 · H8 | B1 |

La diosa egipcia Isis.

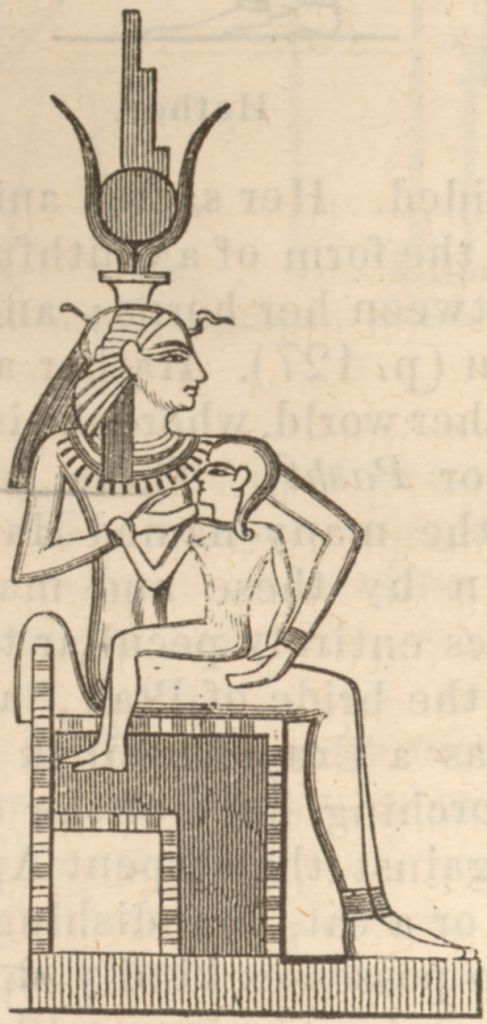
Isis y Horus.

Isis es una de las principales diosas de la religión del Antiguo Egipto, cuyo culto se extendió por todo el mundo grecorromano. Aparece por primera vez durante el Imperio Antiguo (c. 2686-2181 a. C.) como uno de los principales personajes del mito de Osiris, en el que resucita a su esposo asesinado, el divino rey Osiris, y engendra y protege a su heredero, Horus. Se creía que ayudaba a los muertos a entrar en la otra vida como había ayudado a Osiris y se la consideraba la madre divina del faraón, a quien se le identificaba con el dios Horus. Su ayuda materna fue invocada en encantamientos de curación para beneficiar a la gente común. En un principio desempeñó un papel limitado en los rituales reales y en los ritos de los templos egipcios, aunque fue más prominente en los ritos funerarios y en los textos mágicos. Por lo general, el arte la retrataba como una mujer que lucía en su cabeza un jeroglífico en forma de trono. Durante el Imperio Nuevo (c. 1550-1070 a. C.), al asumir rasgos que originalmente pertenecían a Hathor, la diosa predominante de épocas anteriores, Isis llegó a ser retratada con el tocado de Hathor: un disco solar entre los cuernos de una vaca.
En el primer milenio antes de Cristo, Osiris e Isis se convirtieron en las deidades egipcias más adoradas, e Isis asumió características de muchas otras diosas. Los gobernantes de Egipto y su vecino del sur, Nubia, comenzaron a construir templos dedicados principalmente a Isis y su santuario de File era un centro religioso para ambas regiones por igual. Su poder mágico era mayor que el de los demás dioses y se decía que protegía al reino de sus enemigos, gobernaba los cielos y el mundo natural y tenía poder sobre el propio destino.
Durante el período helenístico (323-30 a. C.), cuando Egipto fue gobernado y colonizado por los griegos, era adorada por ambos pueblos, junto con un nuevo dios, Serapis. Su culto se difundió por todo el mundo mediterráneo. Los devotos griegos le atribuyeron características tomadas de las deidades griegas, como la invención del matrimonio y la protección de los barcos en el mar, y mantuvo fuertes vínculos con Egipto y otras de sus deidades que eran populares en el mundo helénico, como Osiris y Harpócrates. Como la cultura helenística fue absorbida por Roma en el siglo I a. C., el culto a Isis pasó a formar parte de la religión romana. Sus devotos constituían una pequeña proporción de la población del imperio romano, pero se encontraban en todo su territorio. Sus seguidores desarrollaron fiestas propias como la Navigium Isidis, así como ceremonias de iniciación parecidas a las de otros cultos mistéricos grecorromanos. Algunos de sus devotos decían que abarcaba todos los poderes divinos femeninos del mundo.
Su culto terminó con el ascenso del cristianismo en los siglos IV y V d. C. y puede haber influido en sus creencias y prácticas, como la veneración a María, pero la evidencia de esta influencia es ambigua y a menudo controvertida. Isis sigue manifestándose en la cultura occidental, particularmente en el esoterismo y el neopaganismo, a menudo como personificación de la naturaleza o como el aspecto femenino de la divinidad.

## En Egipto y Nubia

### Nombre y orígenes
Mientras que algunas deidades egipcias se remontan al período predinástico tardío (antes de 3100 a. C.), ni Isis ni su esposo Osiris fueron mencionados explícitamente antes de la dinastía V (c. 2494-2345 a. C.). Una inscripción que puede hacer referencia a Isis data del período del reinado de Nyuserra-Iny y aparece de forma destacada en los Textos de las Pirámides, que comenzaron a escribirse al final de la dinastía y cuyo contenido puede haberse desarrollado mucho antes. Varios pasajes de estos textos la vinculan con la región del delta del Nilo cerca de Behbeit el-Hagar y Sebennitos y su culto puede que se haya originado allí.
Muchos expertos se han centrado en su nombre para tratar de determinar sus orígenes. Su nombre egipcio era Ȝs.t (Aset, Iset, Eset, Ese), lo que dio lugar a la forma copta ⲎⲤⲈ (Ēse) y a su nombre en griego antiguo: Ίσις, romanizado: Isis, transcripción en alfabeto latino en el que se basa su teónimo moderno. El nombre jeroglífico incorpora el signo de un trono, que Isis también porta en la cabeza como signo de su identidad. El símbolo sirve como un fonograma, que deletrea los sonidos st en su nombre, pero también puede que representara un vínculo con los tronos reales. El término egipcio para un trono también era st y puede haber compartido una etimología común con el nombre de Isis. Por ello, el egiptólogo alemán Kurt Sethe sugirió que originalmente era una personificación de los tronos. El neerlandés Henri Frankfort coincide con esa opinión, al entender que el trono era considerado la madre del rey y, por lo tanto, una diosa, debido a su poder para convertir a un hombre en monarca. Sin embargo, otros estudiosos, como los alemanes Jürgen Osing y Klaus P. Kuhlmann, han cuestionado esta interpretación, debido a las diferencias entre el nombre de Isis y la palabra trono, o a la falta de pruebas de que este elemento haya sido deificado.

### Funciones
El ciclo del mito sobre la muerte y resurrección de Osiris se recogió por primera vez en los Textos de las Pirámides y se convirtió en el más elaborado e influyente de la mitología egipcia. Isis juega un papel más activo en este escrito que los demás protagonistas, por lo que a medida que se desarrolla en la literatura desde el Imperio Nuevo (c. 1550-1070 a. C.) hasta el período ptolomaico (305-30 a. C.), se convierte en el personaje literario más complejo de todas las deidades egipcias. Al mismo tiempo, asimiló características de muchas otras diosas, lo que amplió su significancia mucho más allá del mito de Osiris.

#### Esposa y doliente

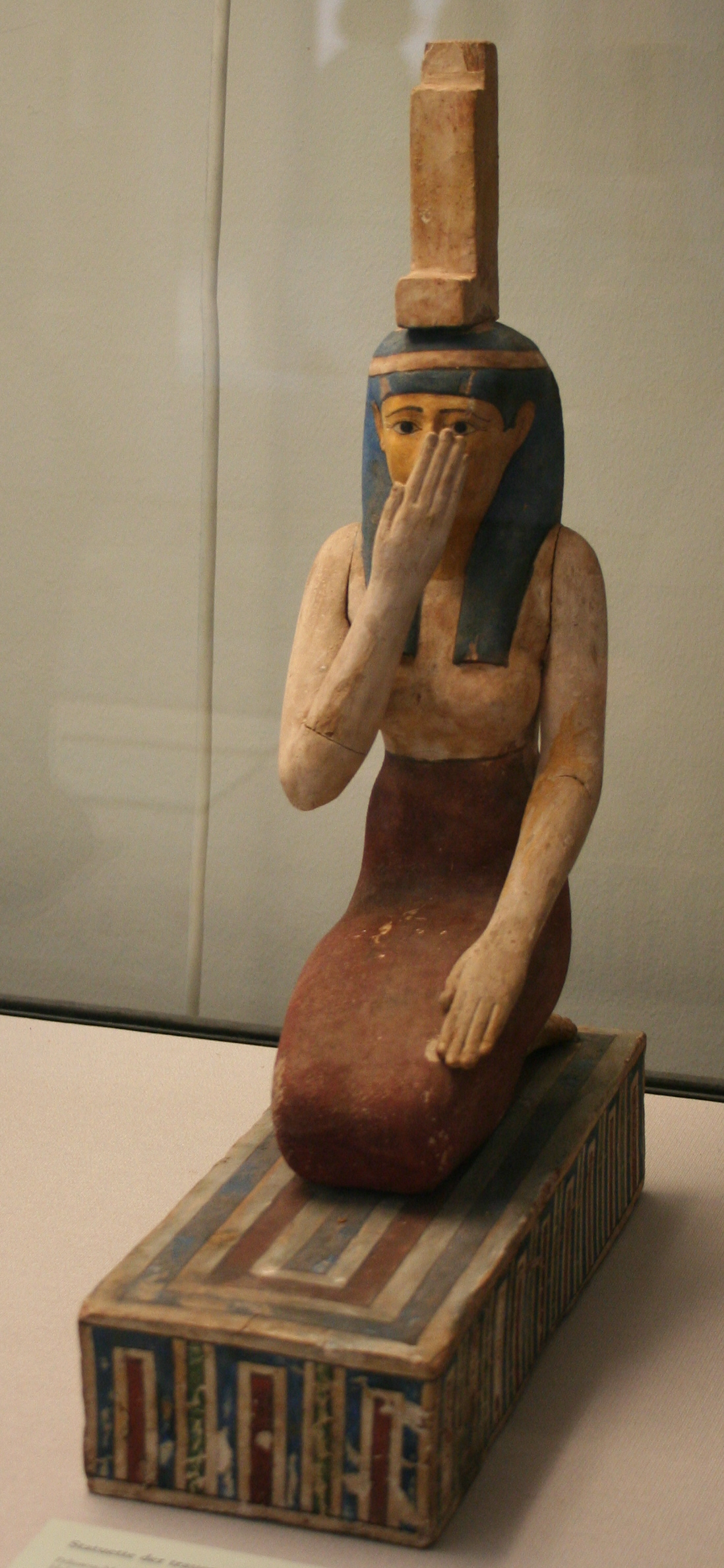
Figurilla en madera de Isis doliente de la dinastía ptolemaica, Roemer- und Pelizaeus-Museum Hildesheim.

Isis es parte de la Enéada de Heliópolis, una familia de nueve dioses descendientes del dios creador, Atum o Ra. Junto a sus hermanos, Osiris, Seth y Neftis, conforman su última generación, nacidos de Geb, dios de la tierra, y Nut, diosa del cielo. La deidad creadora, el gobernante original del mundo, transmite su autoridad a través de las generaciones masculinas de la Enéada, para que Osiris se convierta en rey: Isis, que es su esposa y hermana, es su reina.
Seth mata a Osiris y, en algunas versiones del relato, desmembra su cadáver. Isis y Neftis, junto con otras deidades como Anubis, buscan los trozos del cuerpo de su hermano y lo recomponen. Sus esfuerzos son el mítico prototipo de la momificación y otros ritos funerarios del Antiguo Egipto. Según algunos textos, también deben proteger el cuerpo de Osiris de más profanaciones por parte de Seth o sus sirvientes. Isis es la personificación de una viuda de luto. El amor y el dolor de Neftis y ella por su hermano ayudan a devolverle la vida, junto con la recitación de palabras mágicas por parte de Isis. Algunos textos funerarios recogen sus palabras, en las que expresa su dolor por la muerte de Osiris, su deseo sexual por él, e incluso la ira que siente contra él por haberla abandonado. Todas estas emociones juegan un papel en su renacer, ya que tienen la intención de incitarlo a la acción. Finalmente, Isis devuelve el aliento y la vida al cuerpo de Osiris y copula con él, concibiendo a su hijo, Horus. A partir de este momento, Osiris solo vive en la duat, o inframundo. Además al engendrar un hijo y un heredero para vengar su muerte y llevar a cabo ritos funerarios por él, Isis se ha asegurado de que su marido perdurará en la otra vida.
Su papel en las creencias de la vida después de la muerte estaba basado en este mito. Ayudaba a restaurar la integridad de las almas de los seres humanos fallecidos, como lo había hecho con Osiris. Al igual que otras diosas, como Hathor, también actuó como madre de los difuntos, a los que proporcionaba protección y alimento. Así, al igual que Hathor, a veces adoptó la forma de Amentit, la diosa de Occidente, que acogía al alma fallecida en la otra vida como si fuera su hijo. Durante gran parte de la historia egipcia, se creía que las deidades masculinas como Osiris otorgaban los poderes regenerativos, incluida la potencia sexual, que eran cruciales para el renacimiento. Se creía que Isis solo contribuía estimulando este poder. Los poderes divinos femeninos se hicieron más importantes en las creencias de la vida después de la muerte en el Imperio Nuevo. Varios textos funerarios ptolemaicos enfatizan que Isis desempeñó un papel activo en la concepción de Horus al estimular sexualmente a su marido inerte; algunas decoraciones de tumbas del período romano en Egipto la situaban en un papel central en la vida después de la muerte, y un texto funerario de la época sugiere que se creía que las mujeres podían unirse al séquito de Isis y de Neftis tras el fallecimiento.

#### Diosa madre

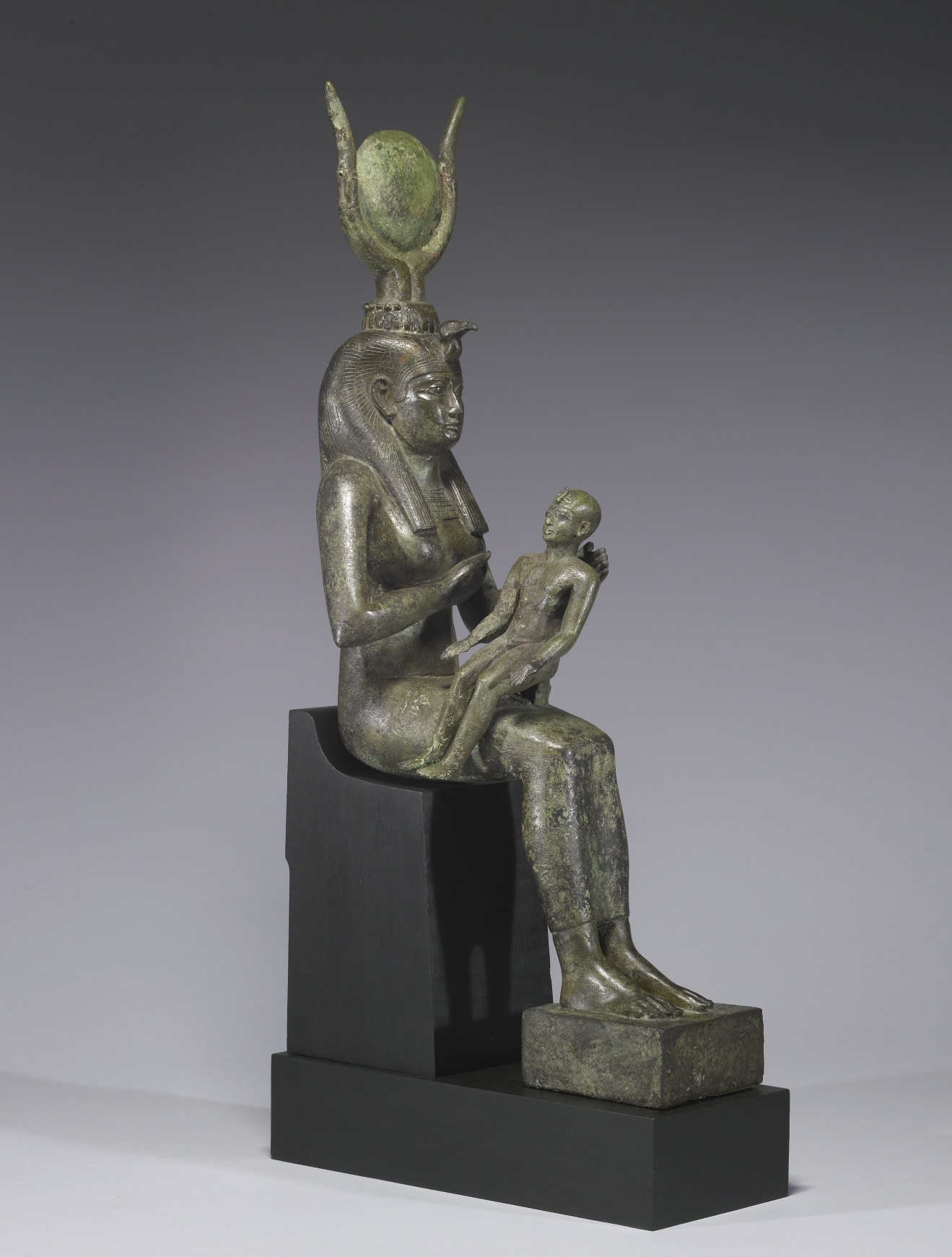
Isis amamantando a Horus,

Es tratada como la madre de Horus incluso en las primeras copias de los Textos de las Pirámides. Sin embargo, hay indicios de que Hathor fue considerada originalmente como su madre, y otras tradiciones consideran que una forma más antigua de Horus es el hijo de Nut y hermano de Isis y Osiris. Puede que Isis solo se convirtiera en la madre de Horus cuando el mito de Osiris tomó forma durante el Imperio Antiguo, pero a través de su relación con él llegó a ser vista como el paradigma de la devoción maternal.
En la forma desarrollada del mito, Isis da a luz a Horus, después de un prolongado embarazo y un parto difícil, en los matorrales de papiros del delta del Nilo. A medida que su hijo crece, debe protegerlo de Seth y de muchos otros peligros: serpientes, escorpiones y enfermedades. En algunos textos viaja entre humanos y debe buscar su ayuda; según una de estas historias, siete deidades escorpión menores viajan con ella para protegerla y se vengan de una mujer rica que se ha negado a ayudarla picando a su hijo, lo que provoca que la diosa cure al niño inocente. Su reputación como deidad compasiva, dispuesta a aliviar el sufrimiento humano, contribuyó en gran medida a su notoriedad. Continúa ayudando a su hijo cuando desafía a Seth para reclamar la realeza que ha usurpado, aunque madre e hijo a veces son representados en conflicto, como cuando Horus decapita a Isis y reemplaza su cabeza por la de una vaca, un mito fundacional sobre el origen del tocado de cuerno de vaca que luce la diosa.
Su faceta maternal se extendió también a otras divinidades. Los Textos de los sarcófagos del Imperio Medio (c. 2055-1650 a. C.) relatan que los llamados «Cuatro hijos de Horus», deidades funerarias que protegían los órganos internos de los difuntos, eran los descendientes de Isis y la forma más antigua de Horus. En la misma época, Horus se sincretizó con el dios de la fertilidad Min, por lo que Isis era considerada como la madre de Min. Se decía que una forma de este dios conocida como Kamutef, «toro de su madre», que representaba la regeneración cíclica de los dioses y de la realeza, fecundaba a su madre para engendrarse a sí mismo, por lo que Isis también era considerada como consorte de Min. La misma ideología de la realeza puede estar detrás de una tradición, que se encuentra en algunos textos, de que Horus violó a Isis. Amón, la deidad egipcia más importante durante los imperios Medio y Nuevo, también asumió la figura de Kamutef, y cuando estaba en esta forma, Isis actuaba a menudo como su consorte. Se decía que Apis, un toro que fue adorado como un dios viviente en Menfis, era también hijo de Isis, engendrado por una forma de Osiris conocida como Osiris-Apis. La madre de cada toro Apis era conocida como la «vaca Isis».
Un relato en el Papiro Westcar del Imperio Medio la incluye entre un grupo de diosas que sirven como matronas durante el parto de tres futuros reyes. Desempeña un papel similar en los textos del Imperio Nuevo que describen los nacimientos divinamente decretados de los faraones reinantes.
En el Papiro Westcar, Isis pronuncia los nombres de los tres niños cuando nacen. La egiptóloga estadounidense Barbara S. Lesko ve esta historia como una señal de que tenía el poder de predecir o influenciar eventos futuros, como otras deidades que presidían el nacimiento, como Shai y Renenutet. Textos de épocas mucho más tardías denominan explícitamente a Isis «dueña de la vida, gobernante de la suerte y del destino», e indican que tiene control sobre Shai y Renenutet, tal y como se decía que otros grandes dioses como Amón lo hacían en épocas anteriores de la historia egipcia. Al gobernar estas deidades, Isis determinaba la duración y calidad de las vidas humanas.

#### Diosa de la realeza y protectora del reino

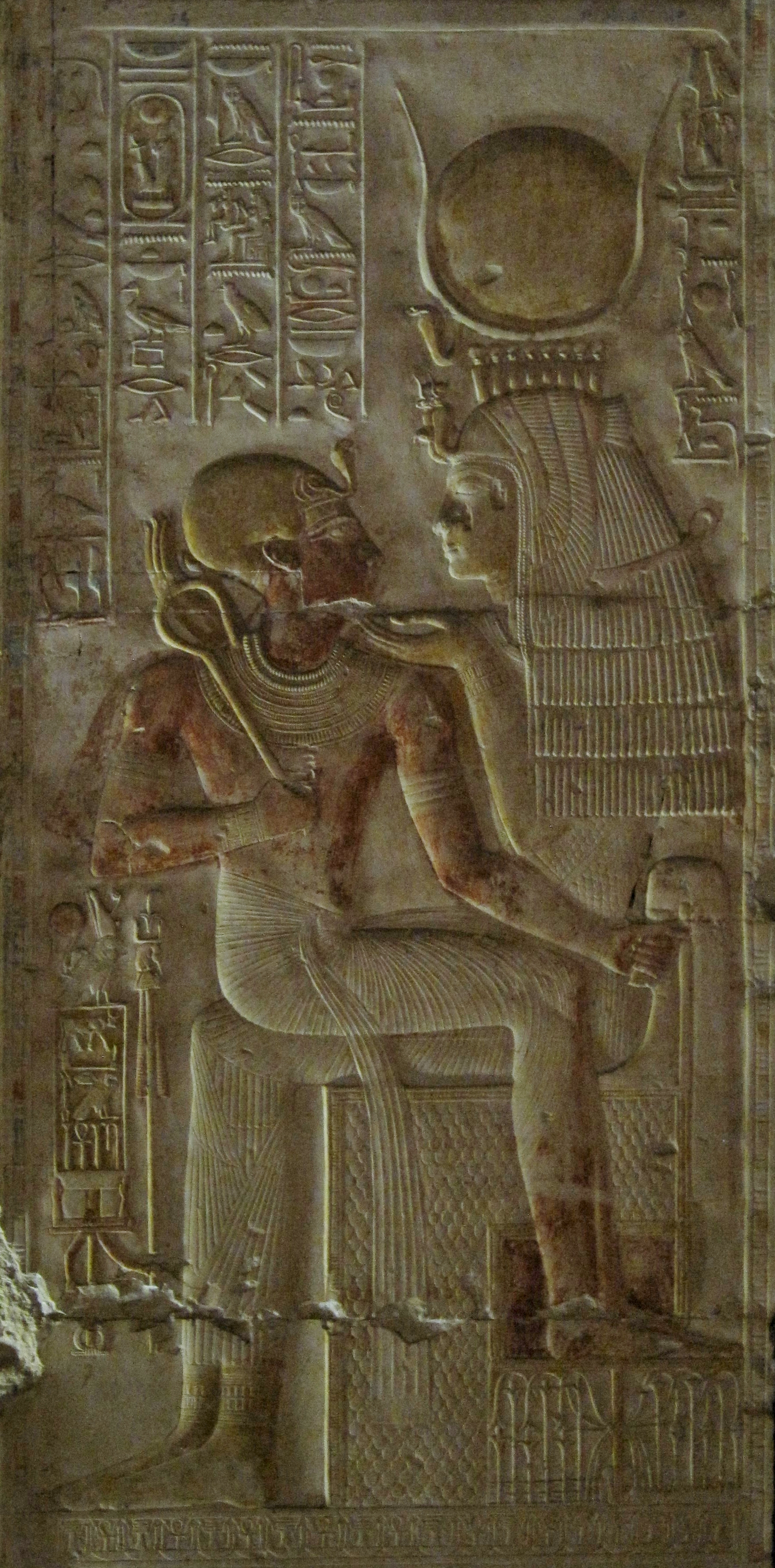
Isis sosteniendo al faraón Seti I en su regazo,

Horus se equiparaba con cada faraón vivo y Osiris con los predecesores fallecidos. Isis era por lo tanto la madre y esposa mitológica de los monarcas. En los Textos de las Pirámides su importancia primordial para el rey era ser una de las deidades que le protegían y le ayudaban en la otra vida. Su protagonismo en la ideología real se acrecentó en el Imperio Nuevo. A partir de entonces, en los relieves de los templos se muestra al faraón lactando del pecho de Isis; su leche no solo sanaba a su hijo, sino que simbolizaba su derecho divino a gobernar. La ideología real enfatizaba cada vez más la importancia de las reinas como equivalentes terrenales de las diosas que servían como esposas del faraón y como madres de sus herederos. Inicialmente, la más importante de estas diosas fue Hathor, una equivalente femenina de Ra y Horus, cuyos atributos en el arte se incorporaron en las coronas de las reinas. Debido a sus propios vínculos mitológicos con la realeza, a Isis también se le asignaron los mismos títulos y vestimentas que a las reinas humanas.
Sus acciones para proteger a Osiris de Seth se convirtieron en parte de un aspecto más belicoso de su personalidad. Los textos funerarios del Imperio Nuevo la representan en la barca de Ra mientras navega por el inframundo, donde actúa como una de las varias deidades que someten al archienemigo de Ra, Apep. Los reyes también invocaron su poder mágico protector contra los enemigos humanos. En su templo ptolemaico de File, situado cerca de la frontera con los pueblos nubios que invadieron Egipto, se la describió como la protectora de toda la nación, más eficaz en la batalla que «millones de soldados», apoyando a los reyes ptolemaicos y a los emperadores romanos en sus esfuerzos por someter a los enemigos de Egipto.

#### Diosa de la magia y la sabiduría
También era conocida por su poder mágico, que le permitió revivir a Osiris y proteger y curar a Horus, además de por su astucia. Por sus conocimientos mágicos, se decía que era «más inteligente que un millón de dioses». En varios episodios de la historia de la dinastía XX Los conflictos de Horus y Seth, utiliza estas habilidades para superar a Seth durante el enfrentamiento con su hijo. En una ocasión se transforma en una joven que le dice a Seth que está envuelta en una disputa de sucesión similar a la usurpación de la corona de Osiris. Cuando Seth califica esta situación de injusta, Isis se burla de él, diciendo que se ha juzgado a sí mismo como culpable. En textos posteriores utiliza sus poderes de transformación para luchar y destruir a Seth y a sus seguidores.
Muchas historias sobre Isis aparecen como historiola, prólogos de textos mágicos que describen acontecimientos míticos relacionados con el objetivo que el hechizo pretende alcanzar. En un embrujo, crea una serpiente que muerde a Ra, que es mayor y más viejo que ella, y lo enferma con su veneno. Le ofrece curarlo si él le dice su secreto nombre verdadero, un conocimiento que lleva consigo un poder incomparable; tras una intensa coerción, Ra le dice su nombre, que ella transmite a Horus, lo que refuerza su autoridad real. La historia puede entenderse como un relato para explicar el origen de por qué la habilidad mágica de Isis supera a la de otros dioses, pero como utiliza la magia para someter a Ra, esta historia parece considerar como si tuviera esas habilidades incluso antes de conocer su nombre.

#### Diosa del cielo
Muchos de los roles que adquirió le dieron una posición importante en el cielo. Pasajes de los Textos de las Pirámides la vinculan estrechamente con Sotis, la diosa que representa a la estrella Sirio, cuya relación con su marido Sah —la constelación de Orión— y su hijo Sopdu es paralela a las relaciones de Isis con Osiris y Horus. El orto helíaco de Sirio, justo antes del inicio de la crecida del Nilo, le otorgó a Sotis una estrecha relación con el desbordamiento y la consiguiente mejora de las cosechas. En parte debido a su relación con Sotis, Isis también estaba vinculada a la crecida, que a veces se equiparaba con las lágrimas que derramaba por Osiris. En la época ptolemaica estaba ligada a la lluvia, a la que los textos egipcios denominan «Nilo en el cielo»; al sol como protector de la barca de Ra; y a la luna, posiblemente porque estaba vinculada a la diosa lunar griega Artemisa por una conexión compartida con Bastet, la diosa egipcia de la fertilidad. En himnos inscritos en File se la denomina la «Señora del cielo», cuyo dominio sobre el cielo es paralelo al dominio de Osiris sobre la duat y al reinado de Horus en la tierra.

#### Diosa del universo
En los tiempos ptolemaicos la esfera de influencia de Isis podía incluir todo el cosmos. Como deidad que protegía a Egipto y respaldaba a su rey, tenía poder sobre todas las naciones, y como proveedora de lluvia, revitalizaba el mundo natural. El himno de File que inicialmente la llama «gobernante del cielo» continúa expandiendo su autoridad, así que en su apogeo su dominio abarca el cielo, la tierra y la duat. Dice que su poder sobre la naturaleza alimenta a los humanos, a los muertos y a los dioses. Otros himnos en lengua griega del Egipto ptolemaico la designan como «la bella esencia de todos los dioses». En el transcurso de la historia egipcia, muchas deidades, mayores y menores, han sido descritas en términos similares. Amón fue descrito más comúnmente de este modo en el Imperio Nuevo, mientras que en el Egipto romano estos términos tendían a aplicarse a Isis. Estos textos no niegan la existencia de otros dioses, sino que los tratan como aspectos de la deidad suprema.
En los períodos ptolemaico y romano, muchos templos incluían un mito de la creación que adaptaba ideas ancestrales sobre la creación para conferir los principales papeles a las deidades locales. En File se describe a Isis como la creadora de la misma forma que los textos más antiguos hablan de la obra del dios Ptah, de quien se decía que diseñó el mundo con su intelecto y lo esculpió para que existiera. Como él, Isis formó el cosmos «a partir de lo que su corazón concibió y sus manos crearon».
Como otros dioses a lo largo de la historia egipcia, adoptó muchas formas en sus centros de adoración individuales y cada complejo religioso enfatizaba diferentes aspectos de su carácter. Los cultos locales se centraban en los rasgos distintivos de su deidad más que en su universalidad, mientras que algunos himnos egipcios a Isis tratan a otras diosas en centros de culto de todo Egipto y el Mediterráneo como manifestaciones de ella. Un texto en el templo de Isis en Dendera dice «en cada nomo es ella quien está en cada pueblo, en cada nomo con su hijo Horus».

### Iconografía
En el arte egipcio se la representaba generalmente como una mujer con los atributos típicos de una diosa: un vestido envolvente, un bastón de papiro en una mano y un signo de anj en la otra. Su tocado original era el signo del trono que se usaba para escribir su nombre. Aparece a menudo junto a Neftis, sobre todo cuando llora la muerte de Osiris, sosteniéndolo en su trono, o protegiendo los sarcófagos de los muertos. En estas situaciones, a menudo sus brazos se cruzan sobre sus rostros, en un gesto de luto, o se extienden alrededor de Osiris o de los difuntos como signo de su papel protector. En estas circunstancias generalmente se representaban como milanos o mujeres con alas de milanos. Esta forma puede estar inspirada en una similitud entre las llamadas de los milanos y los gritos de las mujeres que lloran, o en una metáfora que compara la búsqueda de carroña de estas aves con la búsqueda de su hermano muerto por parte de las diosas. A veces aparecía con otras formas animales: como cerda, representando su carácter maternal; como vaca, sobre todo cuando estaba ligada a Apis; o como escorpión. También adoptó la forma de un árbol o de una mujer que emerge de un árbol, ofreciendo a veces alimento y agua a las almas fallecidas. Esta forma aludía a la alimentación materna que ella proporcionaba.
A partir del Imperio Nuevo, debido a los estrechos vínculos entre Isis y Hathor, asumió los atributos de la otra diosa, como un sistro y un tocado de cuernos de vaca que contenía un disco solar. A veces se combinaban los dos tocados, de forma que el glifo del trono se situaba sobre el disco solar. En la misma época comenzó a lucir los emblemas de una reina humana, como la corona en forma de buitre en la cabeza y el uræus real, o cobra alzada, en la frente. En los tiempos ptolemaicos y romanos, sus estatuas y figuras a menudo la mostraban en un estilo escultórico griego, con atributos tomados de la tradición egipcia y griega. Algunas de estas imágenes reflejaban su vinculación con otras diosas de maneras novedosas. Isis-Thermuthis, una combinación de Isis y Renenutet que representaba la fertilidad agrícola, fue mostrada en este estilo como una mujer con la parte inferior del cuerpo de una serpiente. Por otra parte, estatuillas de una mujer que lleva un elaborado tocado y muestra sus genitales pueden representar a Isis-Afrodita.
El tyet, un símbolo en forma de bucle similar a la del anj, estaba considerado como el emblema particular de Isis, al menos desde la época del Imperio Nuevo, aunque ya existía mucho antes. A menudo estaba confeccionado con jaspe rojo y se asimilaba con la sangre de Isis. Utilizado como amuleto funerario, se creía que confería su protección al portador.

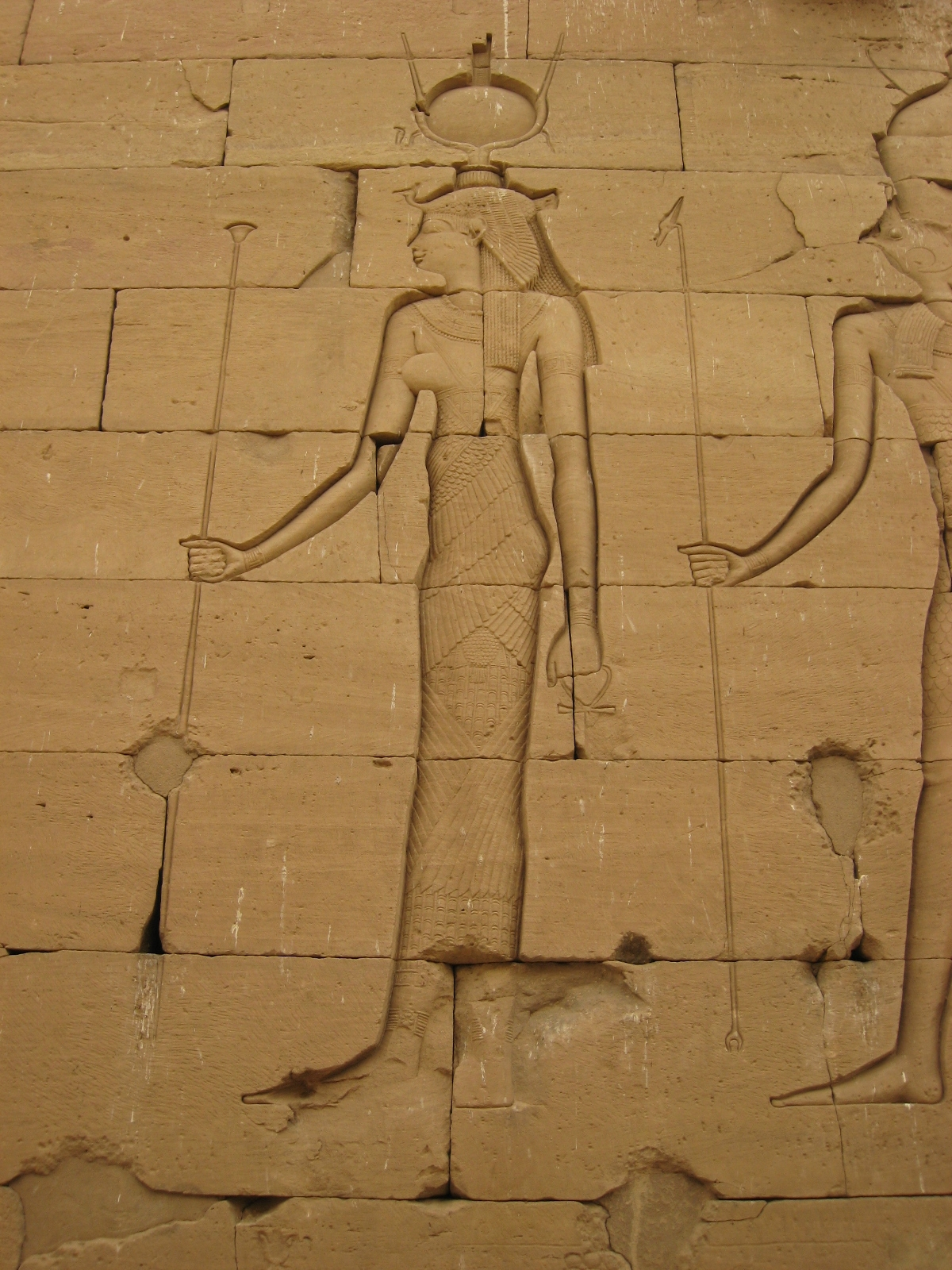
Isis con una combinación de trono-glifo y cuernos de vaca, así como un tocado de buitre. Templo de Kalabsha, siglo I a. C. o I d. C.
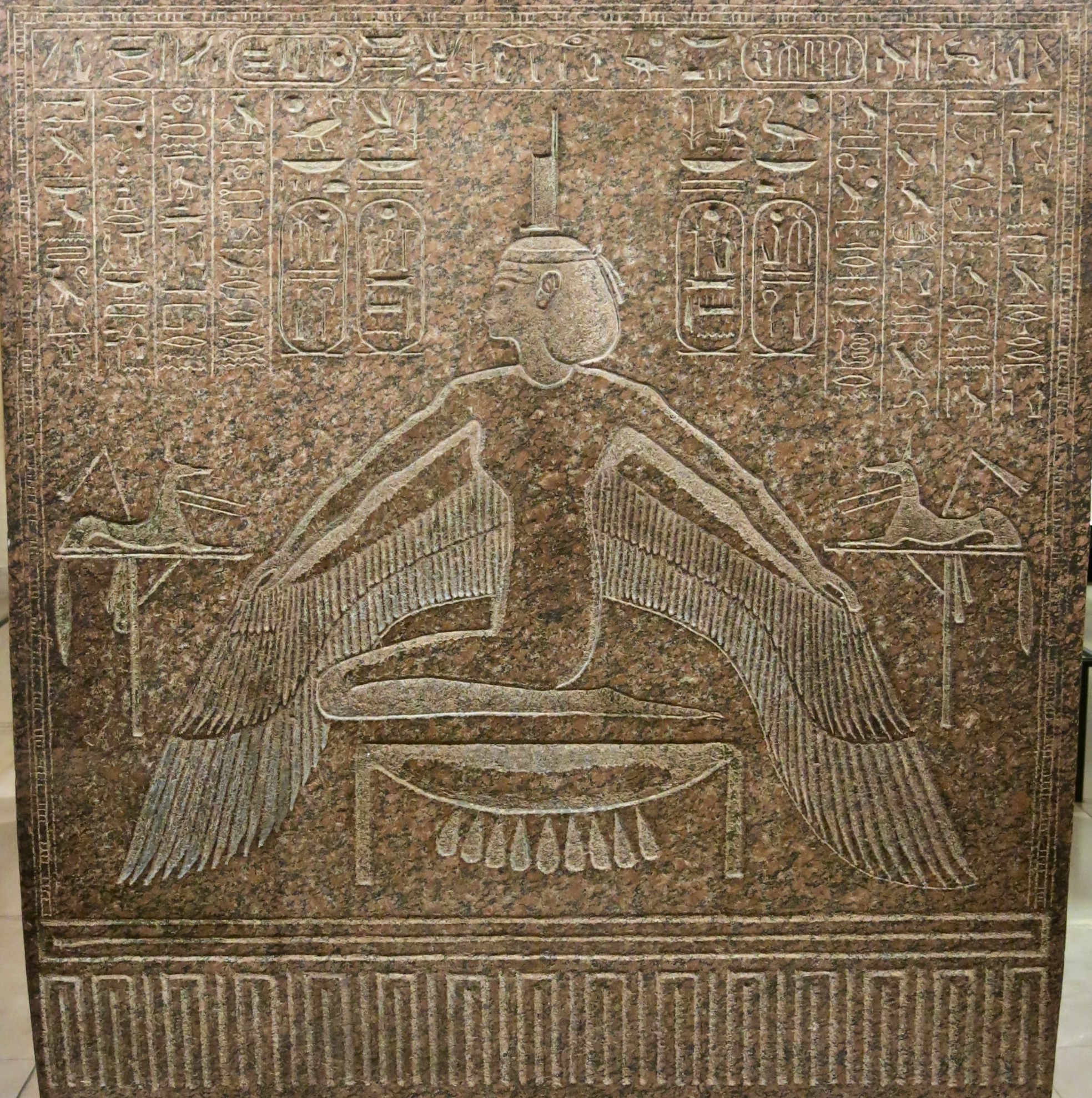
Isis alada al pie del sarcófago de Ramsés III, siglo XII a. C.
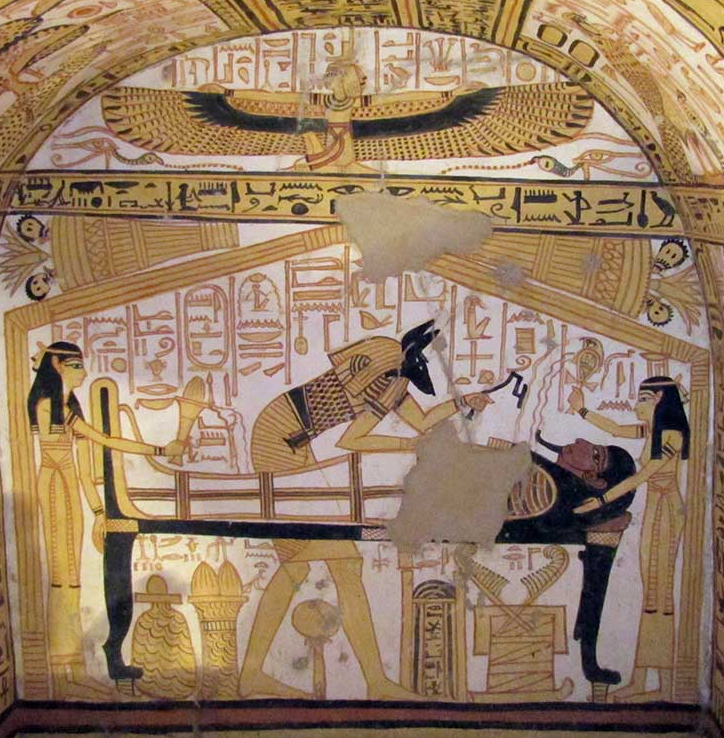
Isis (a la izquierda) y Neftis esperan mientras Anubis embalsama al difunto, siglo XIII a. C. Una Isis alada aparece en la parte superior.
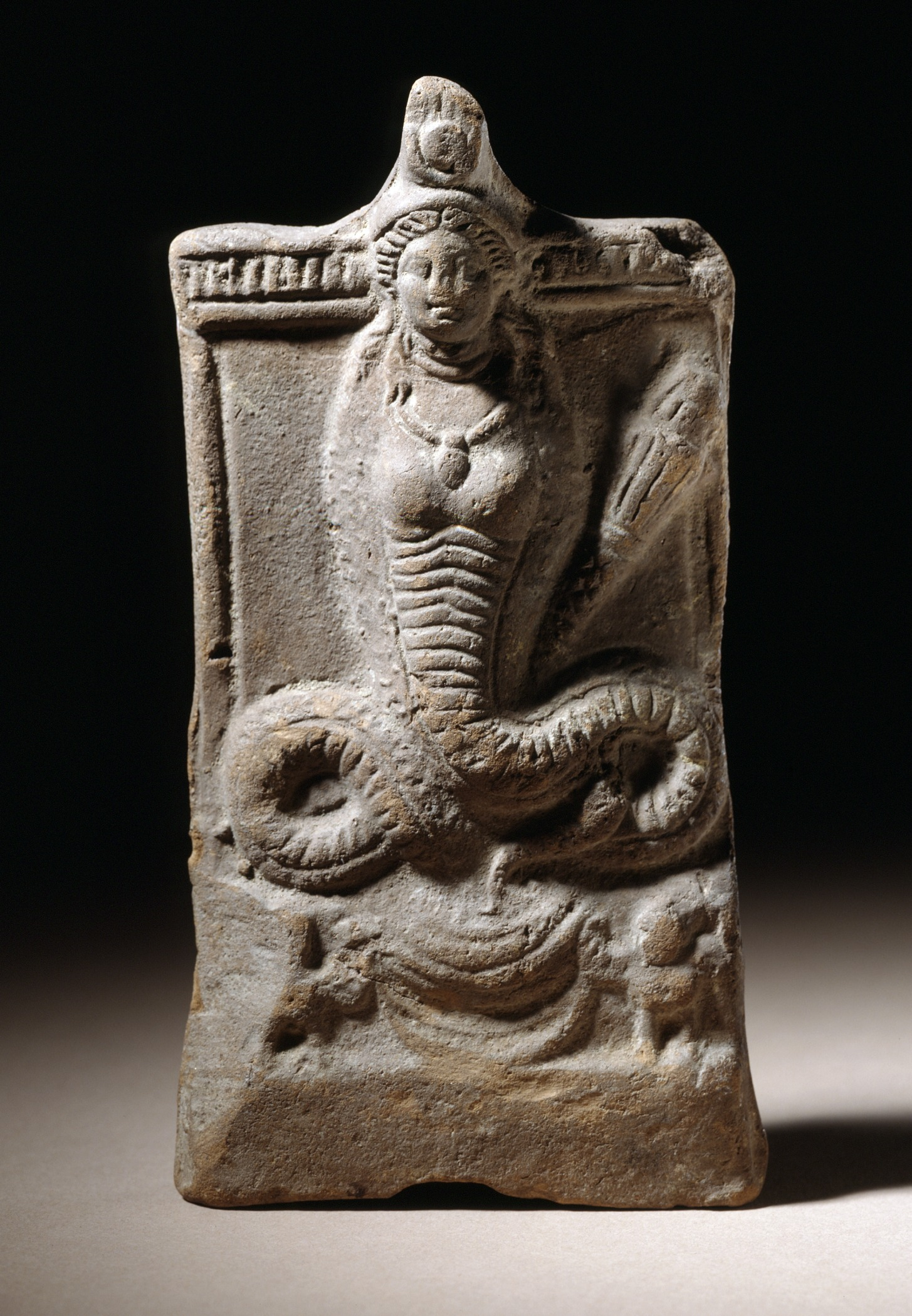
Estatuilla de Isis-Thermuthis, siglo II d. C.
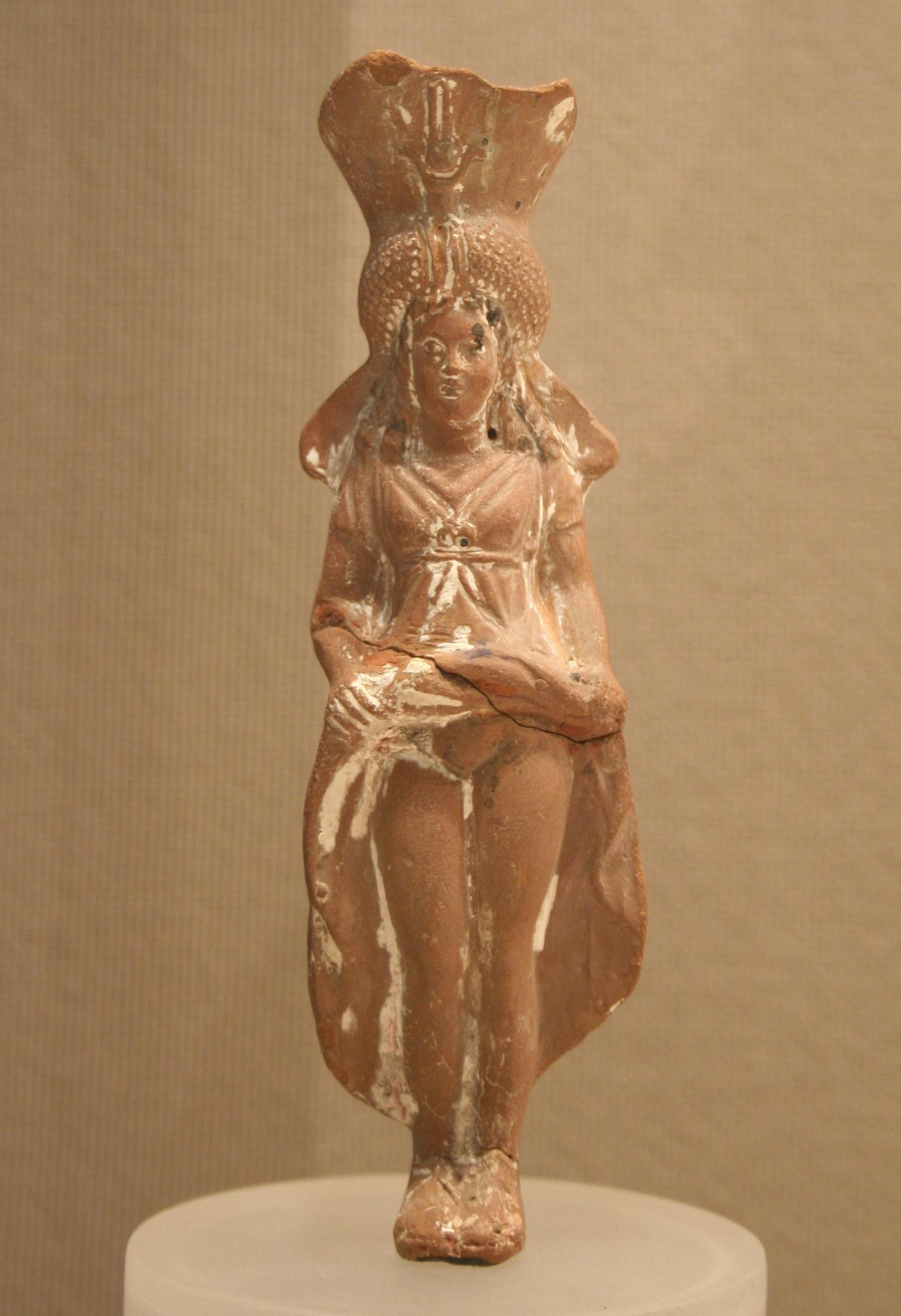
Estatuilla posiblemente de Isis-Afrodita, siglo II o I a. C.
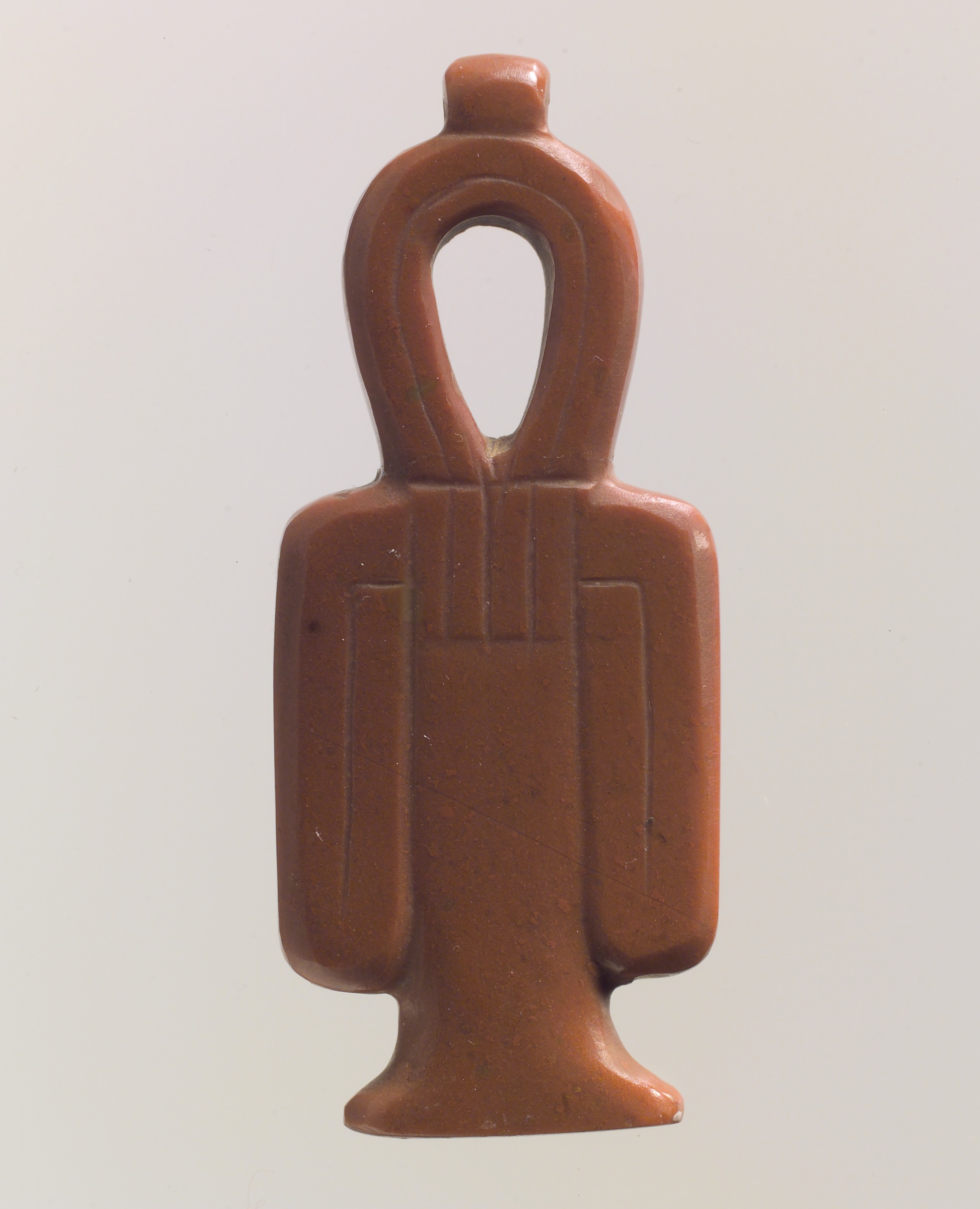
Un amuleto tyet, siglo XV o XIV a. C.

### Culto

#### Relación con la realeza
A pesar de su relevancia en el mito de Osiris, originalmente Isis era una deidad menor en la doctrina en torno al rey viviente. Desempeñó un pequeño papel, por ejemplo, en el papiro dramático del Ramesseum, el guion de los rituales de coronación realizados para la ascensión de Sesostris I durante el Imperio Medio. Su importancia creció durante el Imperio Nuevo, cuando se vinculó cada vez más con Hathor y las reinas humanas.
A principios del primer milenio a. C. se observa un mayor interés en la tríada familiar de Osiris, Isis y Horus y un espectacular crecimiento en la popularidad de Isis. En el siglo IV a. C. Nectanebo I, de la dinastía XXX la declaró como su deidad patrona, vinculándola más estrechamente al poder político. El Reino de Kush, que gobernó Nubia desde el siglo VIII a. C. hasta el siglo IV d. C., asimiló y adaptó la ideología egipcia relativa a la realeza. Equiparaba a Isis con la kandake, la reina o la reina madre del rey kushita.
Los reyes griegos de la dinastía ptolemaica, que gobernaron Egipto como faraones desde el año 305 hasta el 30 a. C., desarrollaron una ideología que los vinculaba tanto con los dioses egipcios como con los griegos, para fortalecer su derecho al trono ante sus súbditos griegos y egipcios. Durante siglos, los colonos griegos y los visitantes a Egipto habían establecido paralelismos entre las deidades egipcias y las suyas propias, en un proceso conocido como interpretatio graeca. Heródoto, historiador y geógrafo griego que escribió sobre Egipto en el siglo v a. C., la comparó con Deméter, cuya mítica búsqueda de su hija Perséfone se asemejaba a la búsqueda de Osiris por parte de Isis. Deméter fue una de las pocas deidades griegas que fueron ampliamente adoptadas por los egipcios en la época ptolemaica, por lo que la similitud entre ellas proporcionó un vínculo entre las dos culturas. En otros casos estaba vinculada con Afrodita a través de los aspectos sexuales de su personalidad. Sobre la base de estas tradiciones, los dos primeros Ptolomeo promovieron el culto al nuevo dios Serapis, que combinaba aspectos de Osiris y Apis con los de dioses griegos como Zeus y Dioniso. Isis, representada en una forma helenizada, fue considerada como la consorte tanto de Serapis como de Osiris. Ptolomeo II y su hermana y esposa Arsínoe II crearon un culto real en torno a ellos, de modo que eran adorados en los mismos templos que Serapis e Isis, y Arsínoe fue equiparada tanto a Isis como a Afrodita. Algunas reinas ptolemaicas posteriores se identificaron todavía más con Isis. En el siglo II a. C. Cleopatra III utilizaba el nombre de Isis en lugar del suyo en las inscripciones y Cleopatra VII, la última gobernante de Egipto antes de que fuera anexionada por Roma, utilizó el epíteto «la nueva Isis».

#### Templos y festividades

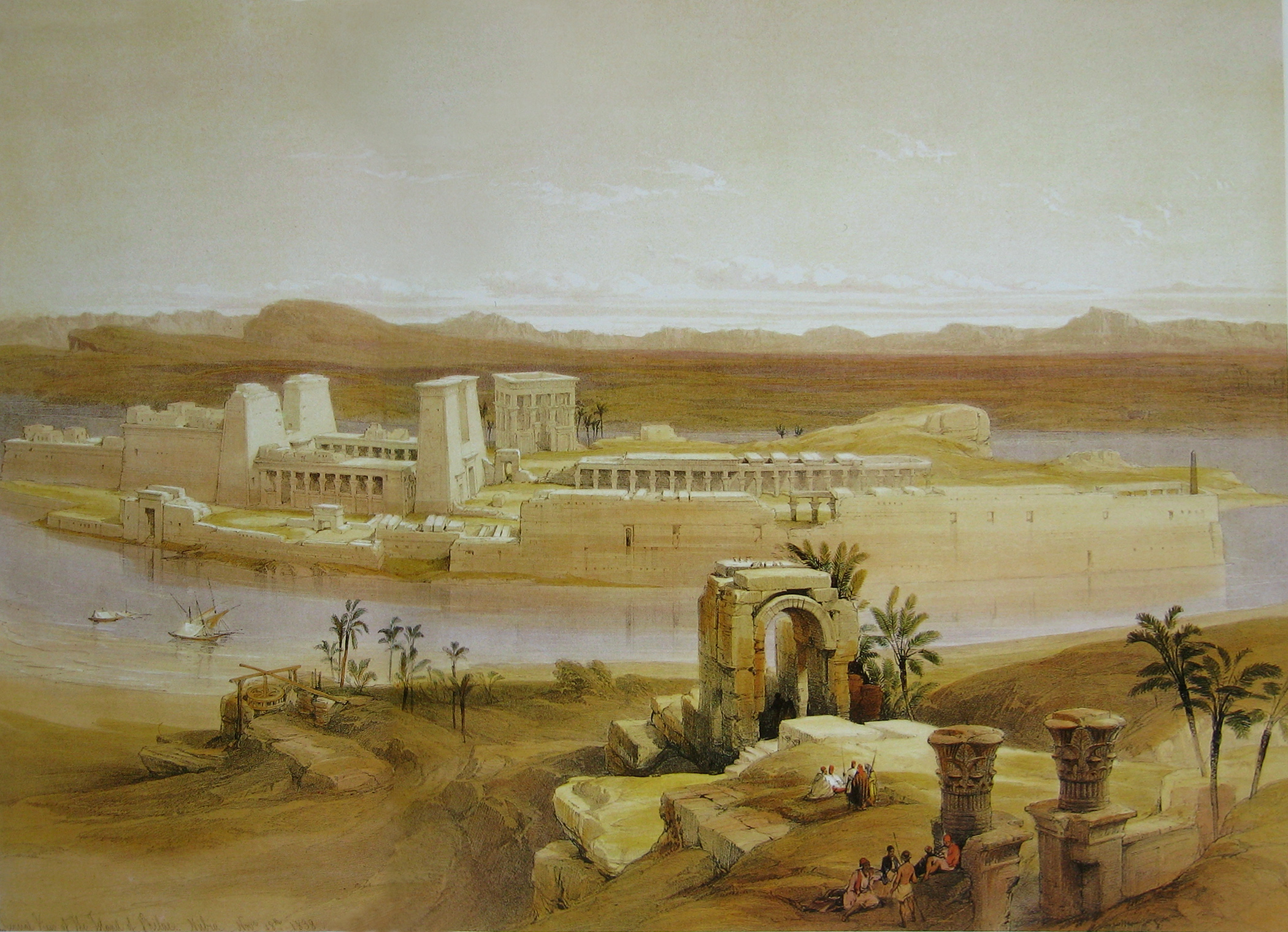
Templo de File visto desde la isla Bigeh, por David Roberts (1838).

Hasta finales del Imperio Nuevo, su culto estaba estrechamente ligado a deidades masculinas como Osiris, Min o Amón. Generalmente, se la adoraba junto a ellos como su madre o consorte y se le rezaba especialmente como la madre de varias formas locales de Horus. Sin embargo, tenía su propio sacerdocio independiente en algunos lugares y al menos un templo propio, en el centro de culto a Osiris en Abidos, a finales del Imperio Nuevo.
Los primeros templos importantes en su honor conocidos fueron el de Iseion en Behbeit el-Hagar en el norte de Egipto y el de File en el extremo sur. Ambos comenzaron a construirse durante la dinastía XXX y fueron completados o ampliados por reyes ptolemaicos. Gracias a la gran popularidad de Isis, File atrajo a peregrinos de todo el Mediterráneo. Se le erigieron otros muchos templos en la época ptolemaica, desde Alejandría y Canopo en la costa mediterránea hasta la frontera de Egipto con Nubia. En esa región había una serie de templos dedicados a Isis que se extendían desde el sur de File hasta Maharraqa y que eran lugares de culto tanto para los egipcios como para varios pueblos nubios. Los nubios de Kush le construyeron sus propios templos en lugares tan al sur como Wad ban Naqa, incluido uno en su capital, Meroe.
El ritual más frecuente de los templos para cualquier deidad era el de la ofrenda diaria, en el que los sacerdotes vestían la imagen de culto de la deidad y le ofrecían comida. En la época romana, los templos de Isis en Egipto podían construirse en estilo egipcio, en el que la imagen de culto se encontraba en un santuario aislado accesible únicamente a los sacerdotes, o en un estilo grecorromano en el que se permitía a los devotos ver la imagen de culto. Sin embargo, las culturas griega y egipcia estaban muy entremezcladas en esa época y puede que no haya habido separación étnica entre los devotos de Isis. La misma gente puede haberle rezado fuera de los templos egipcios y delante de su estatua dentro de los templos griegos.
Los templos también celebraban muchas fiestas a lo largo del año, algunas a nivel nacional y otras muy locales. Se realizaron una elaborada serie de ritos en todo Egipto por Osiris durante el mes de Khoiak, e Isis y Neftis sobresalieron en estos ritos al menos desde el Imperio Nuevo. En la época ptolemaica dos mujeres representaron los papeles de Isis y Neftis durante el Ka-Hor-Ka (cuarto mes del calendario egipcio y copto), cantando o salmodiando en duelo por su hermano muerto. Sus cantos se conservan en el Festival de canciones de Isis y Neftis y las Lamentaciones de Isis y Neftis.
Con el tiempo Isis fue teniendo sus propios festivales. En la época romana, los egipcios de todo el país celebraban su cumpleaños, la Amesysia, llevando su estatua de culto local a través de los campos, lo que probablemente estaba relacionado con sus poderes de fertilidad. Los sacerdotes de File celebraban un festival cada diez días, cuando la estatua de culto de Isis visitaba la vecina isla de Bigeh. Se creía que esta isla era el lugar donde estaba enterrado Osiris y los sacerdotes realizaban ritos funerarios en su honor. La estatua de culto también visitaba los templos vecinos al sur, incluso durante los últimos siglos de actividad en File, cuando esos templos eran administrados por pueblos nubios fuera del dominio romano.
El cristianismo se convirtió en la religión dominante en el Imperio romano, incluido Egipto, durante los siglos iv y v de nuestra era. Los templos de culto egipcios fueron desapareciendo, gradualmente y en varios momentos, por una combinación de falta de fondos y hostilidad cristiana. El templo de Isis en File, respaldado por sus devotos nubios, todavía tenía un sacerdocio organizado y festivales regulares al menos hasta mediados del siglo v d. C., lo que le convierte en el último templo en pleno funcionamiento en Egipto.

#### Ritos funerarios

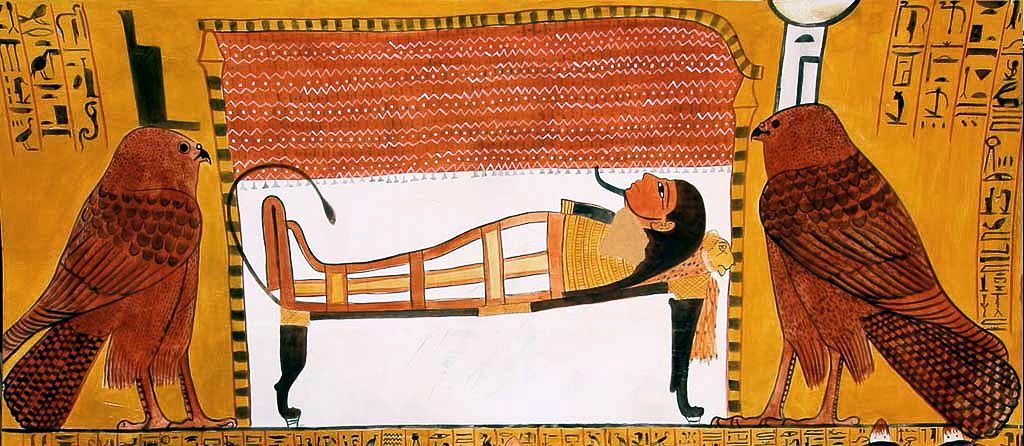
Isis (a la izquierda) y Neftis como milanos junto al féretro de una momia,

En muchos hechizos de los Textos de las Pirámides, Isis y Neftis ayudan al faraón fallecido a llegar a la otra vida. En los Textos de los sarcófagos del Imperio Medio, Isis aparece todavía con más frecuencia, aunque en estos textos se atribuye a Osiris el haber revivido a los muertos más a menudo de lo que lo hace ella. Fuentes del Imperio Nuevo como el Libro de los muertos la describen protegiendo las almas fallecidas cuando se enfrentan a los peligros de la Duat. También la describen como miembro de los consejos divinos que juzgan la integridad moral de las almas antes de admitirlas en la otra vida y aparece en ilustraciones junto a Osiris, que preside este tribunal.
Isis y Neftis participaban en las ceremonias fúnebres, donde dos plañideras, como las del festival de Abidos, lloraban a los difuntos mientras las dos diosas lloraban a Osiris. Con frecuencia se mostraba o aludía a Isis en utensilios funerarios: en los sarcófagos y en los arcones canopes como una de las cuatro diosas que protegían a los «Cuatro hijos de Horus», en el arte de las tumbas ofrendando su leche revitalizadora a los difuntos, y en los amuletos tyet que a menudo se colocaban en las momias para asegurarse de que el poder de Isis los protegía de cualquier daño. Los textos funerarios tardíos destacaban su duelo por Osiris y se dice que uno de ellos, concretamente uno de los Libros de las Respiraciones, fue escrito por ella para beneficio de Osiris. En la liturgia funeraria nubia, Isis fue considerada más importante que su marido, porque ella era la pareja activa, mientras que él solo recibía pasivamente las ofrendas que ella hacía para mantenerlo en la vida después de la muerte.

#### Culto personal
A diferencia de muchas deidades egipcias, a Isis rara vez se le rezaba o se la invocaba por su nombre antes de finales del Imperio Nuevo. A partir del Período Tardío (c. 664 a. C.) se convirtió en una de las deidades más comúnmente mencionadas en las fuentes de este período, que a menudo se refieren a su carácter amable y a su disposición a responder a aquellos que le piden ayuda. Se hicieron cientos de miles de amuletos y estatuas votivas de Isis amamantando a Horus durante el primer milenio antes de Cristo, y en la época romana fue una de las deidades más comúnmente representadas en el arte religioso del hogar, en estatuillas y en pinturas.
Isis tuvo un lugar destacado en textos mágicos desde el Imperio Medio en adelante. Los peligros a los que se enfrenta Horus durante la infancia son un tema frecuente en los encantamientos mágicos de curación, en los que los esfuerzos de Isis por curarlo se extienden para curar a cualquier paciente. En muchos de estos hechizos obliga a Ra a ayudar a Horus asegurándole que detendrá el sol en su curso a través del cielo a menos que su hijo se cure. Otros hechizos equiparaban a las mujeres embarazadas con la diosa para asegurarse de que darían a luz a sus hijos con éxito.
La magia egipcia comenzó a incorporar conceptos cristianos a medida que esta religión se estableció en Egipto, pero los dioses egipcios y griegos continuaron apareciendo en encantamientos mucho después de que su adoración en los templos hubiera cesado. Algunos hechizos que se pueden datar en los siglos vi, vii u viii d. C. invocan el nombre de Isis junto a las figuras cristianas.

## En el mundo grecorromano

### Expansión

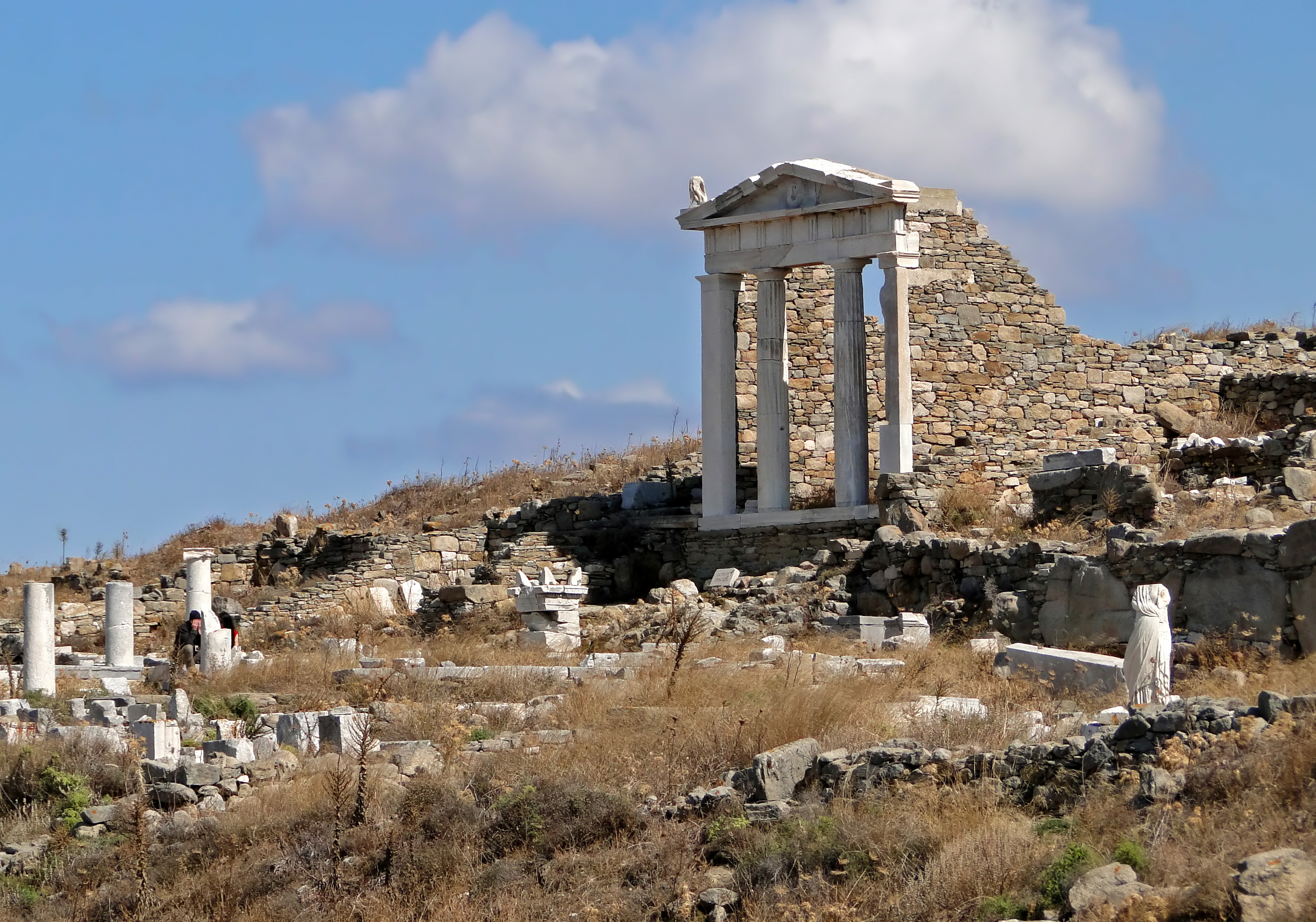
Restos del templo de Isis en Delos.

Los cultos establecidos en una ciudad o nación en particular eran la norma en todo el mundo antiguo hasta mediados o finales del primer milenio antes de Cristo, cuando el mayor contacto entre las diferentes culturas permitió que algunos cultos se expandieran. Los griegos conocían a las deidades egipcias, incluida Isis, al menos desde la época arcaica (c. 700-480 a. C.) y su primer templo conocido en Grecia fue construido en torno al siglo iv a. C. por los egipcios que vivían en Atenas. Las conquistas de Alejandro Magno a finales de ese siglo crearon reinos helenísticos a lo largo del Mediterráneo y el Cercano Oriente, incluido el Egipto ptolemaico y pusieron en contacto mucho más estrecho a la religión griega con las no griegas. La difusión transcultural resultante permitió que muchas tradiciones religiosas se extendieran por todo el mundo helenístico en los últimos tres siglos antes de Cristo. Estos nuevos cultos se adaptaron de forma significativa para atraer a personas de diversas culturas. Los cultos de Isis y Serapis, en las formas helenizadas creadas bajo los ptolomeos, estaban entre los que se expandieron de esta forma.
Difundidos por comerciantes y otros viajeros mediterráneos, los cultos de Isis y Serapis se establecieron en las ciudades portuarias griegas a finales del siglo iv a. C. y se extendieron por toda Grecia y Asia Menor durante los siglos iii y ii. La isla griega de Delos fue un antiguo centro de culto de ambas deidades y su condición de centro comercial la convirtió en un trampolín para que los cultos egipcios se difundieran por Italia. También fueron adorados en lugares dispersos del Imperio seléucida, el reino helenístico en el Medio Oriente, incluso hasta Irán, aunque desaparecieron de la región cuando los seléucidas perdieron su territorio oriental ante el Imperio parto.
Los griegos consideraban que la religión egipcia era exótica y a veces extraña, pero estaba cargada de sabiduría antigua. Como otros cultos de las regiones orientales del Mediterráneo, el culto de Isis atrajo a griegos y romanos debido a sus orígenes exóticos, pero la forma que tomó después de llegar a Grecia fue notablemente helenizada.
El culto de Isis llegó a Italia y a la esfera de influencia romana en algún momento del siglo ii a. C. Fue uno de los muchos que se introdujeron en Roma a medida que el territorio de la República romana se expandía en los últimos siglos antes de Cristo. Las autoridades de la república trataron de definir qué cultos eran aceptables y cuáles no, en un intento de definir la identidad cultural romana en medio de los cambios culturales provocados por la expansión de Roma. En el caso de Isis, se le erigieron santuarios y altares en la colina Capitolina, en el corazón de la ciudad, por parte de ciudadanos particulares a principios del siglo i a. C. La independencia de su culto ante el control de las autoridades romanas lo convertía en una amenaza potencial para ellos. En los años 50 y 40 a. C., cuando la crisis de la República romana hizo temer a muchos romanos que peligrara la pax deorum, el Senado destruyó estos santuarios, aunque no prohibió por completo la presencia de Isis en la ciudad.
Los cultos egipcios se enfrentaron a una mayor hostilidad durante la cuarta guerra civil de la República romana (32-30 a. C.), cuando Roma, dirigida por Octavio, el futuro emperador Augusto, luchó contra el Egipto de Cleopatra. Tras la victoria de Octavio, se prohibieron los santuarios de Isis y Serapis dentro del pomerium, el límite más interno y sagrado de la ciudad, pero se permitieron en otras partes de la ciudad, señalando así a las deidades egipcias como no romanas, pero aceptables para Roma. A pesar de haber sido expulsados temporalmente de Roma durante el reinado de Tiberio (14-37 d. C.), los cultos egipcios se convirtieron gradualmente en una parte aceptada del panorama religioso romano. Los emperadores flavianos a finales del siglo i d. C. trataron a Serapis e Isis como patronos de su gobierno de la misma manera que a los dioses romanos tradicionales como Júpiter y Minerva. Aunque se estaba integrando en la cultura romana, el culto a Isis desarrolló nuevas características que enfatizaban su origen egipcio.
Su culto también se expandió a las provincias occidentales de Roma, comenzando a lo largo de la costa mediterránea en los primeros tiempos del imperio. En su apogeo, a finales del siglo ii y principios del iii d. C., Isis y Serapis eran adorados en la mayoría de las ciudades del imperio occidental, aunque sin mucha presencia en el mundo rural. Se encontraron templos dedicados a ellos desde Petra y Palmira, en las provincias árabe y siria, hasta Itálica en Hispania y Londinium en Britania. Para entonces ya estaban en una posición comparable con los dioses romanos nativos.

### Funciones

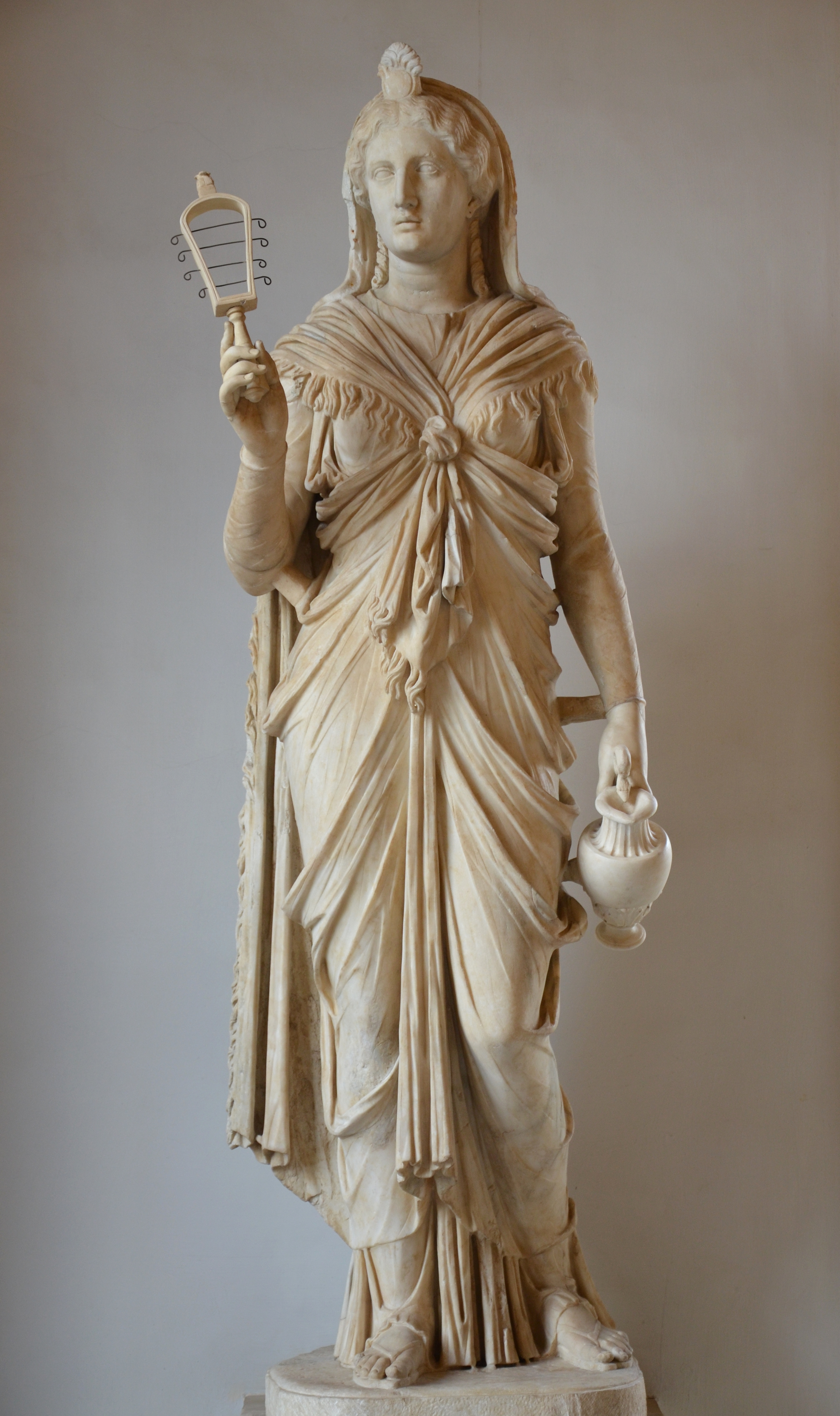
Estatua romana de Isis, o Sostiene un sistro y una jarra de agua, aunque estos atributos se añadieron en una renovación del.

Su culto, como otros en el mundo grecorromano, no tenía un dogma rígido y sus creencias y prácticas es posible que solo fueran relativamente similares a medida que se difundían por toda la región y evolucionaran con el paso del tiempo. Las aretalogías griegas que exaltan a Isis son la base de gran parte de la información que se tiene sobre estas creencias. Algunas partes de estas aretalogías son muy parecidas a los conceptos de los himnos egipcios tardíos como los de File, mientras que otros elementos son totalmente griegos. Otra información proviene de Plutarco (c. 46-120 d. C.), cuyo libro Sobre Isis y Osiris interpreta a los dioses egipcios basándose en su filosofía del platonismo medio, y en varias obras de la literatura griega y latina que hacen referencia a la adoración de Isis, en especial una obra de Apuleyo (c. 125-180 d. C.) Las metamorfosis, que finaliza describiendo cómo su protagonista tuvo una visión de la diosa y se hizo su devoto.
Al referirse al papel de Isis como esposa y madre en el mito de Osiris, las aretalogías la declaran como la inventora del matrimonio y de la maternidad. Fue invocada para proteger a las mujeres durante el parto y, en antiguas novelas griegas como Efesíacas, para proteger su virginidad. Algunos textos antiguos sugieren que era la patrona de las mujeres en general. Puede que su culto haya servido para promover la autonomía de la mujer de manera limitada tomando como precedente el poder y la autoridad de Isis, pero en el mito ella se dedicaba a su marido y a su hijo y nunca fue totalmente independiente de ellos. Las aretalogías reflejan posturas ambiguas hacia la independencia de la mujer: unas dicen que Isis hizo a las mujeres iguales a los hombres, mientras otras mencionan que hizo que las mujeres estuvieran subordinadas a sus maridos.
A menudo se describía a Isis como una diosa lunar, en paralelo con las características solares de Serapis. También se la veía como una diosa cósmica en general; algunos textos afirman que organizaba el comportamiento del sol, la luna y las estrellas, gobernando el tiempo y las estaciones que, a su vez, garantizaban la fertilidad de la tierra. Estos textos también le atribuyen la invención de la agricultura, el establecimiento de leyes y el diseño o la promoción de otros elementos de la sociedad humana. Esta idea se deriva de las antiguas tradiciones griegas sobre las funciones de varios dioses griegos y héroes culturales, como Deméter, en el establecimiento de la civilización.
También se encargaba de los mares y los puertos. Los marineros dejaron inscripciones en las que se le pedía que velara por la seguridad y la buena suerte de sus viajes. En este papel se la llamaba Isis Pelagia, 'Isis del Mar', o Isis Faria, en referencia a una vela o a la isla de Faro, lugar donde se encontraba el Faro de Alejandría. Esta visión de Isis, que se desarrolló en la época helenística, puede haber estado inspirada en imágenes egipcias de Isis en una barca, o en deidades griegas que protegían a los marineros, como Afrodita. Isis Pelagia adquirió un significado adicional en Roma. El suministro de alimentos de la ciudad dependía de los envíos de cereales de sus provincias, especialmente Egipto, por lo que Isis garantizaba cosechas fértiles y protegía los barcos que transportaban los alimentos obtenidos a través de los mares, asegurando así el bienestar del imperio en su conjunto. Se decía que su protección se extendía a los ejércitos de Roma, al igual que en el Egipto ptolemaico, y a veces se la conocía con el nombre de Isis Invicta. Sus funciones eran tan numerosas que llegó a ser denominada myrionymos 'una con innumerables nombres', y panthea 'todas las diosas'. Tanto Plutarco como un filósofo posterior, Proclo, mencionaron una estatua cubierta con un velo de la diosa egipcia Neit que ellos vincularon con Isis, citándola como ejemplo de su universalidad y sabiduría enigmática. Llevaba las palabras «Yo soy todo lo que ha sido, es y será; y ningún mortal ha levantado jamás mi manto».
También se decía que beneficiaba a sus seguidores en la otra vida, lo cual no fue muy resaltado en la religión griega y romana. Las metamorfosis y las inscripciones dejadas por sus adoradores parecen indicar que muchos de sus seguidores creían que ella les garantizaría una mejor vida después de la muerte a cambio de su devoción. Describían esta vida después de la muerte de varias formas; algunos decían que se beneficiarían del agua vivificante de Osiris mientras que otros esperaban navegar a las Islas de los bienaventurados de la tradición griega.
Como en Egipto, se decía que tenía poder sobre el destino, lo que en la religión griega tradicional era un poder que ni siquiera los dioses podían desafiar. El historiador italiano Valentino Gasparini afirma que este control sobre el destino aglutina los distintos rasgos de Isis: gobierna el cosmos, pero también libera a la gente de sus desgracias, comparativamente triviales, y su influencia se extiende al reino de la muerte, que es «individual y universal al mismo tiempo».

### Relación con otros dioses

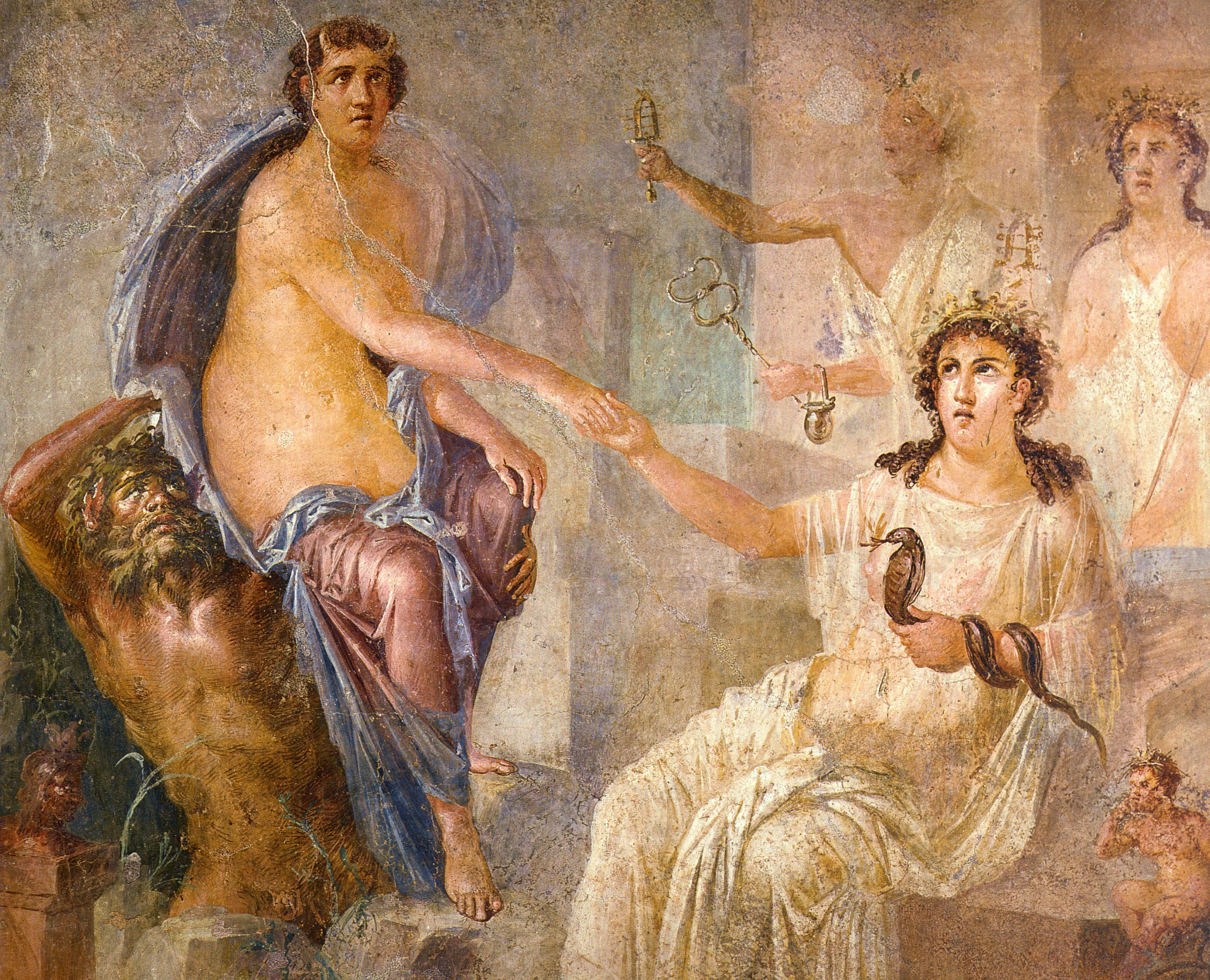
Isis dando la bienvenida a Io a Egipto, de un fresco en Pompeya,

Más de una docena de dioses egipcios fueron adorados fuera de Egipto en las épocas helenística y romana en una serie de cultos interrelacionados, aunque muchos de ellos eran de escasa importancia. De las más importantes de estas deidades, Serapis estaba estrechamente relacionada con Isis y a menudo aparecía junto a ella en el arte, pero Osiris seguía siendo el centro de su mito y se destacaba en sus rituales. Los templos de Isis y Serapis a veces estaban uno junto al otro, pero era raro que un solo templo estuviera dedicado a ambos. Osiris, como deidad muerta a diferencia de los dioses inmortales de Grecia, le resultaba extraño a los griegos y desempeñaba solo un papel menor en los cultos egipcios en tiempos helenísticos.  En la época romana se convirtió, como Dioniso, en símbolo de una vida gozosa después de la muerte, y el culto a Isis se centró cada vez más en él. Horus, a menudo bajo el nombre de Harpócrates, también apareció en los templos de Isis como su hijo junto a Osiris o Serapis. Adoptó rasgos de dioses griegos como Apolo y actuó como dios del sol y de las cosechas. Otro miembro del grupo era Anubis, que estaba vinculado al dios griego Hermes en su forma helenizada Hermanubis. En ocasiones también se decía que Isis había aprendido su sabiduría de Tot, el dios egipcio de la escritura y el conocimiento, conocido en el mundo grecorromano como Hermes Trismegisto, o incluso que era su hija.
También tenía una extensa red de conexiones con deidades griegas y romanas, así como con algunas de otras culturas. No estaba totalmente integrada en el panteón griego, pero en diferentes momentos se la equiparó con una serie de figuras mitológicas griegas, entre ellas Deméter, Afrodita o Io, una mujer que fue convertida en vaca y perseguida por la diosa Hera desde Grecia hasta Egipto. El culto a Deméter fue una influencia helénica especialmente importante en la adoración de Isis desde su llegada a Grecia. Su relación con las mujeres estaba influenciada por su frecuente analogía con Artemisa, que tenía un doble papel como diosa virgen y promotora de la fertilidad. Debido al poder de Isis sobre el destino, estaba asociada a las personificaciones griegas y romanas de la fortuna, Tique y Fortuna. En Biblos (Fenicia), en el segundo milenio antes de Cristo, Hathor había sido adorada como una forma de la diosa local Baalat Gebal; Isis la remplazó gradualmente a lo largo del primer milenio antes de Cristo. En Nórico, en Europa central, Isis estaba sincretizada con la divinidad tutelar local Noreia, y en Petra puede haber estado vinculada con la diosa árabe `Uzza. El autor romano Tácito dijo que Isis era adorada por los suevos, un pueblo germánico que vivía fuera del imperio, pero puede haberla confundido con una diosa germánica porque, como ella, estaba simbolizada por un barco.
Muchas aretalogías incluyen largas listas de diosas con las que Isis estaba vinculada. Estos textos tratan a todas las deidades que enumeran como formas de ella, lo que parece indicar que a los ojos de los autores era un ser sumodeísta: la única diosa para todo el mundo conocido. En el mundo religioso romano, muchas deidades se consideraban «una» o «única» en textos religiosos de este tipo. Al mismo tiempo, los filósofos helenísticos veían con frecuencia el principio unificador y abstracto del cosmos como divino. Muchos de ellos reinterpretaron las religiones tradicionales para que se ajustaran a su concepto de este ser superior, como hizo Plutarco con Isis y Osiris. En Las metamorfosis Isis dice «mi única persona manifiesta los aspectos de todos los dioses y diosas» y que es «adorada por todo el mundo bajo diferentes formas, con varios ritos y con múltiples nombres», aunque los egipcios y nubios usan su verdadero nombre, Isis. Pero cuando enumera las formas en que varios pueblos mediterráneos la adoran, solamente menciona a las deidades femeninas. Las deidades grecorromanas estaban firmemente divididas por género, limitando así el carácter universal que podría tener Isis. Una aretalogía evita este problema llamando a Isis y Serapis, que a menudo se decía que englobaban a muchos dioses masculinos, las dos «únicas» deidades. De manera similar, tanto Plutarco como Apuleyo limitan la importancia de Isis al tratarla como subordinada en última instancia a Osiris. La afirmación de que ella era única tenía el propósito de enfatizar su grandeza más que de hacer una declaración teológica precisa.

### Iconografía

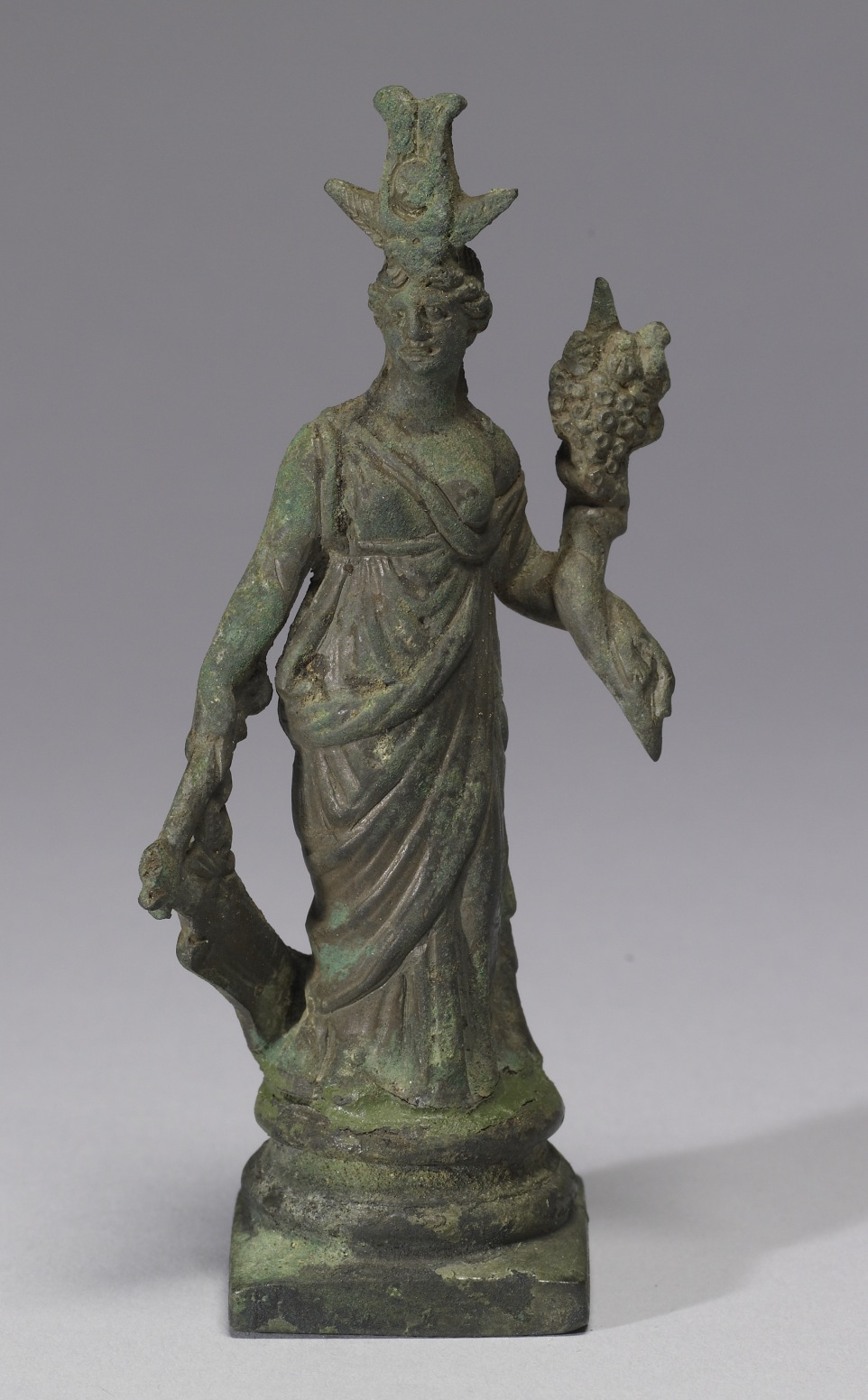
Estatuilla romana de bronce de Isis-Fortuna con una cornucopia y un timón,

Las imágenes de la diosa realizadas fuera de Egipto eran de estilo helenístico, como muchas de sus imágenes realizadas en Egipto en los tiempos helenísticos y romanos. Los atributos que portaba eran muy variados. A veces lucía el tocado hathórico del cuerno de vaca, pero los griegos y los romanos redujeron su tamaño y a menudo lo interpretaban como una luna creciente. También podía usar tocados que incorporaran hojas, flores o espigas de trigo. Entre otros rasgos comunes se encontraban los mechones de pelo en tirabuzón y un elaborado manto atado en un gran nudo sobre los pechos, que tenía origen en la ropa egipcia ordinaria pero que fuera de Egipto se tomaba como un símbolo de la diosa. En las manos podía llevar un uræus o un sistro, ambos tomados de su iconografía egipcia, o un acetre, un recipiente utilizado para las libaciones de agua o leche que se realizaban en su culto.
Como Isis-Fortuna o Isis-Tique sostenía en su mano derecha un timón, que representaba el control del destino y en su mano izquierda una cornucopia, que representaba la abundancia. Como Isis Faria llevaba un manto que ondeaba detrás de ella como una vela, y como Isis Lactante, amamantaba a su hijo, Harpócrates. Esta diversidad de imágenes surgió de sus múltiples funciones; como dice el escritor y divulgador estadounidense Robert Steven Bianchi, «Isis podía representar cualquier cosa para cualquiera y podía ser representada de cualquier manera imaginable».

### Adoración

#### Devotos y sacerdotes
Como la mayoría de los cultos de la época, el de Isis no requería que sus devotos la adoraran exclusivamente a ella, y su nivel de compromiso probablemente era muy variable. Algunos seguidores de Isis actuaron como sacerdotes en diversos cultos y realizaron diferentes iniciaciones dedicadas a otros dioses. Sin embargo, muchos destacaron su fuerte devoción hacia ella, y algunos la consideraron el centro de sus vidas. Estaban entre los pocos grupos religiosos en el mundo grecorromano que tenían un nombre distintivo, equivalente a «judío» o «cristiano», que podría indicar que se definían por su confesión religiosa, aunque la palabra («isiaco») se empleaba poco.

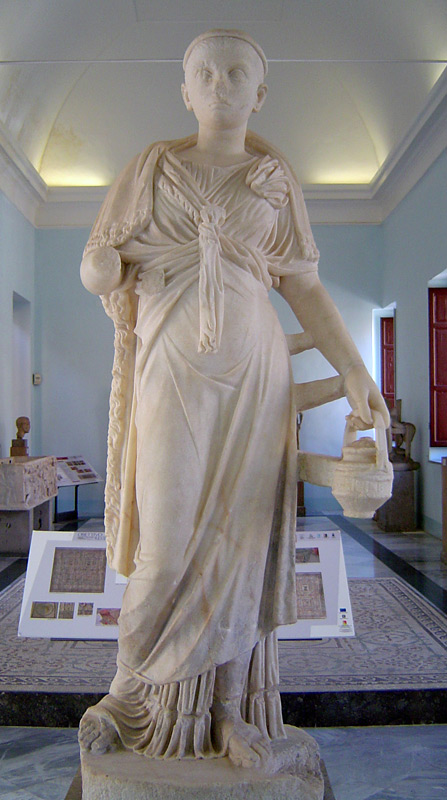
Escultura romana del representando una sacerdotisa del culto de Isis (Museo arqueológico de Palermo).

Los isiacos constituían una parte muy pequeña de la población del Imperio romano, pero provenían de todos los niveles de la sociedad, desde esclavos y libertos hasta altos funcionarios y miembros de la familia imperial. Hay relatos de la Antigüedad que indican que era popular entre las clases sociales más bajas, lo que ofrece una posible razón por la que las autoridades de la República romana, preocupadas por las luchas entre clases, veían con recelo su culto.
Las mujeres tenían una mayor representación en el culto de Isis que en la mayoría de los cultos grecorromanos y en tiempos del Imperio podían ejercer como sacerdotisas en las mismas posiciones jerárquicas que sus homólogos masculinos. Las mujeres constituyen mucho menos de la mitad de los isiacos representados en las inscripciones y rara vez figuran entre los rangos más altos del sacerdocio, pero debido a que las mujeres están infrarrepresentadas en las inscripciones romanas, su participación puede haber sido mayor de lo que se ha registrado. Varios escritores romanos acusaron al culto de Isis de fomentar la promiscuidad entre las mujeres. El historiador español Jaime Alvar sostiene que el culto despertó la desconfianza de los hombres simplemente porque dio a las mujeres un lugar para moverse fuera del control de sus esposos.
Sus sacerdotes eran conocidos por sus distintivas cabezas afeitadas y sus ropas de lino blanco, ambas características tomadas de los sacerdotes egipcios y sus requisitos de pureza ritual. Un templo de Isis podría incluir varios rangos de sacerdotes, así como varias asociaciones de culto y tareas especializadas para los devotos laicos. No se ha encontrado ninguna prueba de que existiera una jerarquía que supervisara varios templos y es muy posible que cada uno de ellos haya funcionado de forma independiente de los demás.

#### Templos y ritos diarios

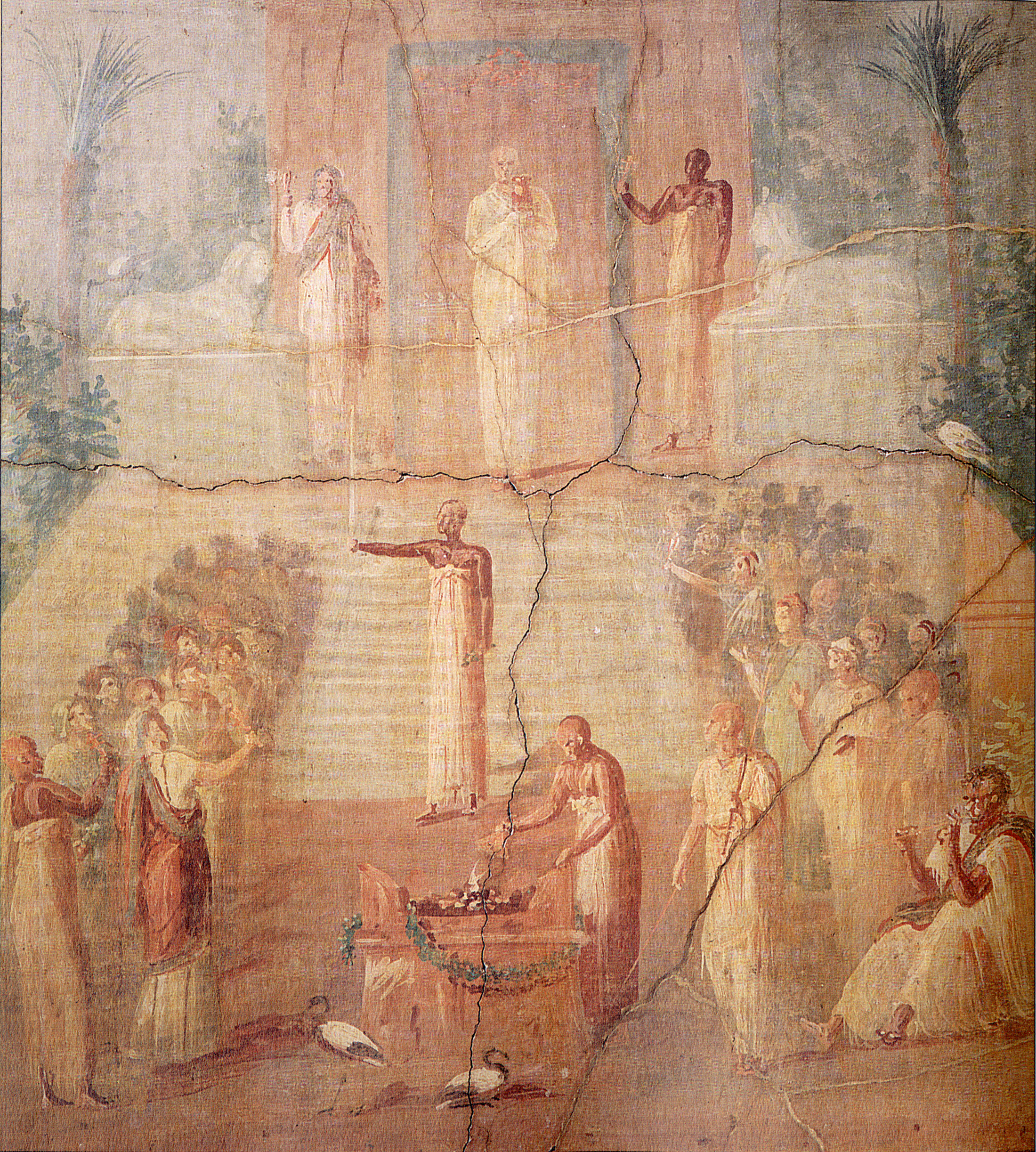
Fresco de una reunión de isiacos, Un sacerdote atiende un fuego mientras otro sostiene una vasija de agua sagrada a la puerta de un templo flanqueado por esfinges.

Los templos de deidades egipcias fuera de Egipto, como la Basílica Roja de Pérgamo, el Templo de Isis en Pompeya o el Iseum Campense en Roma, fueron construidos en un estilo fundamentalmente grecorromano pero, al igual que los templos egipcios, estaban rodeados de grandes patios cerrados por muros. Estaban decorados con obras de arte de temática egipcia, e incluían a veces antigüedades procedentes de Egipto. Su trazado era más elaborado que el de los templos romanos tradicionales e incluía habitaciones para albergar a los sacerdotes y para diversas funciones rituales, con una estatua de culto de la diosa en un santuario aislado. A diferencia de las imágenes de culto egipcias, las estatuas helenísticas y romanas de Isis eran de tamaño natural o mayor. El ritual diario consistía en vestir cada mañana la estatua con ropas muy elaboradas y ofrecerle libaciones pero, en contraste con la tradición egipcia, los sacerdotes permitían a sus devotos ver la estatua de culto durante el ritual matutino, rezarle directamente y cantar himnos ante ella.
Un objeto de veneración en estos templos era el agua, que se consideraba un símbolo de las aguas del Nilo. Los templos de Isis construidos en el periodo helenístico a menudo incluían cisternas subterráneas que almacenaban esta agua sagrada, elevando y bajando el nivel del agua a semejanza de la crecida del Nilo. Muchos templos romanos usaban un cántaro de agua que era adorado como una imagen de culto o manifestación de Osiris.

#### Culto personal
Los lararios romanos, o santuarios del hogar, contenía estatuillas de los penates, un variado grupo de deidades protectoras elegidas en función de las preferencias de los miembros de la casa. Isis y otras deidades egipcias fueron encontradas en lararios en Italia desde finales del siglo i a. C. hasta principios del siglo iv d. C..
El culto exigía pureza tanto ritual como moral a sus devotos y requería periódicamente baños rituales o períodos de varios días de abstinencia sexual. Los isiacos a veces mostraban su piedad cantando las alabanzas de Isis en las calles o, como forma de penitencia, proclamando sus faltas en público.
Algunos templos de deidades griegas, incluido Serapis, practicaban la incubación, en la que los adoradores dormían en un templo esperando que el dios se les apareciera en un sueño y les diera consejos o sanara sus dolencias. Algunos textos indican que esta práctica tuvo lugar en los templos de Isis, pero las pruebas son escasas. Se creía que Isis se comunicaba a través de los sueños en otras circunstancias, incluso para llamar a los adoradores a someterse a la iniciación.

#### Iniciación
Algunos templos de Isis realizaban ritos mistéricos para iniciar a nuevos miembros del culto. Aunque estos ritos se encuentran entre los elementos más conocidos del culto grecorromano de Isis, solo se tiene constancia de que se practicaron en Italia, Grecia y Asia Menor. Al darle al devoto una experiencia dramática y mística de la diosa, las iniciaciones añadieron intensidad emocional al proceso de unirse a su adoración.
Las metamorfosis, al describir cómo se incorpora el protagonista al culto de Isis, nos ofrece el único relato detallado de la iniciación isiaca. Los motivos que llevaron a Apuleyo a escribir sobre el culto y la exactitud de su descripción ficcional son muy debatidos. Sin embargo el relato es en general coherente con otras fuentes acerca de las iniciaciones, y los estudiosos se apoyan en gran medida en él a la hora de estudiar el tema.
Los antiguos ritos mistéricos utilizaban una serie de experiencias intensas, como la oscuridad nocturna interrumpida por la luz brillante y la música y el ruido intensos, para abrumar los sentidos y proporcionar una intensa experiencia religiosa que producía la sensación de  estar en contacto directo con el dios al que se habían encomendado. El protagonista de la novela de Apuleyo, Lucio, se somete a una serie de iniciaciones, aunque solamente la primera se describe en detalle. Después de entrar por la noche en el interior del templo de Isis, dice: «Llegué al límite de la muerte y, habiendo pisado el umbral de Proserpina, viajé a través de todos los elementos y regresé. En medio de la noche vi el sol brillando con luz resplandeciente, me enfrenté cara a cara con los dioses de las profundidades y los dioses de lo alto, y los reverencié desde muy cerca». Esta críptica descripción sugiere que el viaje simbólico de los iniciados al mundo de los muertos se comparó con el renacimiento de Osiris, así como con el viaje de Ra a través del inframundo en el mito egipcio, posiblemente implicando que Isis trajo al iniciado de vuelta de la muerte, como había hecho con su esposo.

#### Fiestas
El calendario romano incluía las dos fiestas más importantes de Isis ya en el siglo i d. C. La primera festividad era la Navigium Isidis, en marzo, que marcaba el inicio de la apertura de la temporada de navegación y celebraba su influencia sobre el mar y servía de oración por la seguridad de la gente de mar y, en definitiva, del pueblo romano y de sus líderes. Consistía en una elaborada procesión, que incluía a sacerdotes y devotos isiacos con una gran diversidad de vestimentas y emblemas sagrados, que trasladaban una reproducción de un barco desde el templo local de Isis hasta el mar o hasta un río cercano. La otra festividad era la Isia (o Isideia), a finales de octubre y principios de noviembre. Al igual que su precursor egipcio, el festival Khoiak, las Isia ofrecían una representación ritual de la búsqueda de Osiris por parte de Isis, seguida por el júbilo cuando se encontraba el cuerpo del dios. También se celebraban otras fiestas menores en su honor, como la Pelusia a finales de marzo, que posiblemente celebraba el nacimiento de Harpócrates, y la Lychnapsia, o fiesta de la luz de las lámparas, que celebraba el propio nacimiento de Isis el 12 de agosto.
Las festividades de Isis y otros dioses politeístas se celebraron a lo largo del siglo v d. C., a pesar del crecimiento del cristianismo durante esa época y de la persecución a los paganos que se intensificó hacia finales del siglo. La Isia se celebró al menos hasta el año 417 d. C., y la Navigium Isidis duró hasta bien entrado el siglo vi d. C.. Con el tiempo el significado religioso de todas las fiestas romanas se fue olvidando o ignorando, aunque las costumbres continuaron. En algunos casos, estas costumbres pasaron a formar parte de la cultura clásica y cristiana de la Alta Edad Media.

## Posible influencia en el cristianismo

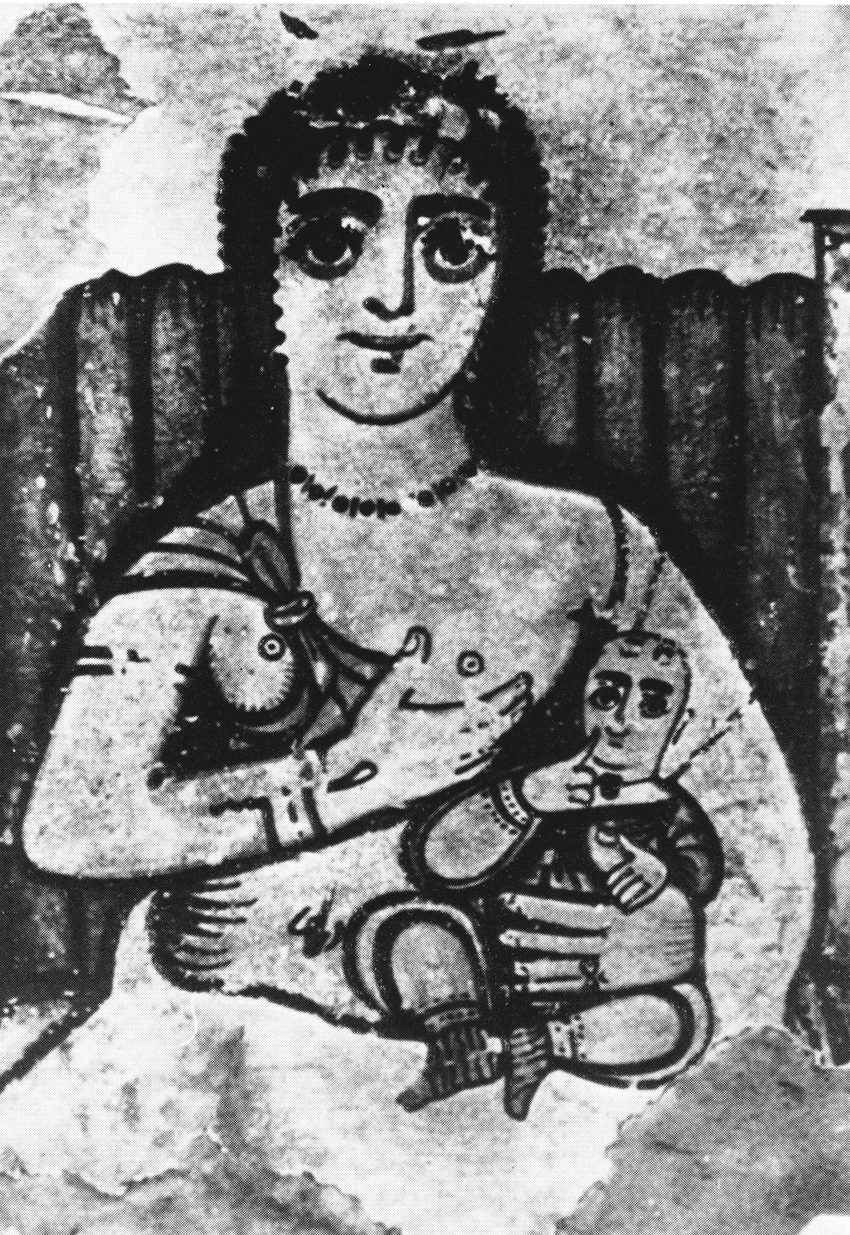
Isis Lactante sosteniendo a Harpócrates en un fresco egipcio del

Una cuestión polémica sobre Isis es si su culto influyó en el cristianismo. Algunas costumbres isiacas quizá estuvieron entre las prácticas religiosas paganas que se incorporaron a las tradiciones cristianas a medida que se cristianizaba el Imperio romano. El historiador y arqueólogo húngaro Andreas Alföldi, por ejemplo, sostenía en los años 1930 que el festival medieval del Carnaval, en el que se llevaba una reproducción de un barco, se desarrolló a partir del Navigium Isidis.
Gran parte de la discusión se centra en si algunos elementos del cristianismo fueron tomados de cultos paganos mistéricos, incluido el de Isis. Los miembros más devotos del culto de Isis asumían un compromiso personal con una deidad que consideraban superior a las demás, como hacían los cristianos. Tanto el cristianismo como el culto a Isis tenían un rito de iniciación: los misterios en el caso de Isis, el bautismo en el cristianismo. Uno de los temas comunes de los cultos mistéricos —un dios cuya muerte y resurrección pueden estar relacionadas con el bienestar del devoto en la vida después de la muerte— se asemeja al tema central del cristianismo. La posibilidad de que las creencias básicas del cristianismo fueron tomadas de los cultos mistéricos ha provocado un acalorado debate desde hace más de 200 años. En respuesta a estas controversias, tanto Hugh Bowden como Jaime Alvar, especialistas en los antiguos cultos mistéricos, sugieren que las similitudes entre el cristianismo y los cultos mistéricos no se originaron en el simple hecho de tomar prestadas las ideas, sino en su procedencia común, es decir, en la cultura grecorromana en la que se desarrollaron todos ellos.
También se han analizado las posibles similitudes de Isis con María, la madre de Jesús. Han sido objeto de controversia entre los cristianos protestantes y la Iglesia católica, ya que muchos protestantes han argumentado que la veneración católica de María es un remanente del paganismo. El clasicista R. E. Witt veía a Isis como la «gran precursora» de María. Sugirió que los convertidos al cristianismo que antes habían adorado a Isis habrían visto a María en términos muy parecidos a los de su diosa tradicional. Señaló que ambas tienen en común varias esferas de influencia, como la agricultura y la protección de los marineros y comparó el título de María como «Madre de Dios» con el mismo epíteto de Isis, al igual que el de ambas como «Reina de los Cielos». Stephen Benko, un historiador estudioso del cristianismo primitivo, argumenta que la devoción a María estaba profundamente influenciada por la adoración de varias diosas paganas, no solo de Isis. En contraste, John McGuckin, un estudioso de la Iglesia, dice que María adquirió rasgos superficiales de estas diosas en la iconografía, pero que los fundamentos de su culto eran completamente cristianos.
Por su parte, las imágenes de Isis con Horus en el regazo se presentan a menudo como una influencia en la representación de María, en particular las imágenes de la Virgen de la Leche, ya que las imágenes de las mujeres lactantes eran raras en la cultura mediterránea de la Antigüedad, fuera de Egipto. El arqueólogo canadiense Vincent Tran Tam Tinh señala que las últimas imágenes de Isis amamantando a Horus datan del siglo IV d. C., mientras que las primeras imágenes de María amamantando a Jesús datan del siglo VII d. C.; por su parte, Sabrina Higgins, basándose en el estudio de Tran Tam Tinh, argumenta que si hay una conexión entre las iconografías de Isis y María, se limita a las imágenes de la Virgen de la Leche en Egipto. En contraposición, Thomas F. Mathews y Norman Muller consideran que la pose de Isis en las últimas pinturas de paneles antiguos influyó en varios tipos de iconos marianos, dentro y fuera de Egipto. Elizabeth Bolman dice que estas primeras imágenes egipcias de María amamantando a Jesús tenían la intención de enfatizar su divinidad, de la misma manera que las imágenes de las diosas amamantando lo hacían en la antigua iconografía egipcia. Higgins argumenta que estas similitudes prueban que las imágenes de Isis influyeron en las de María, pero no que los cristianos adoptaron deliberadamente la iconografía de Isis u otros elementos de su culto.

## Influencia en culturas posteriores

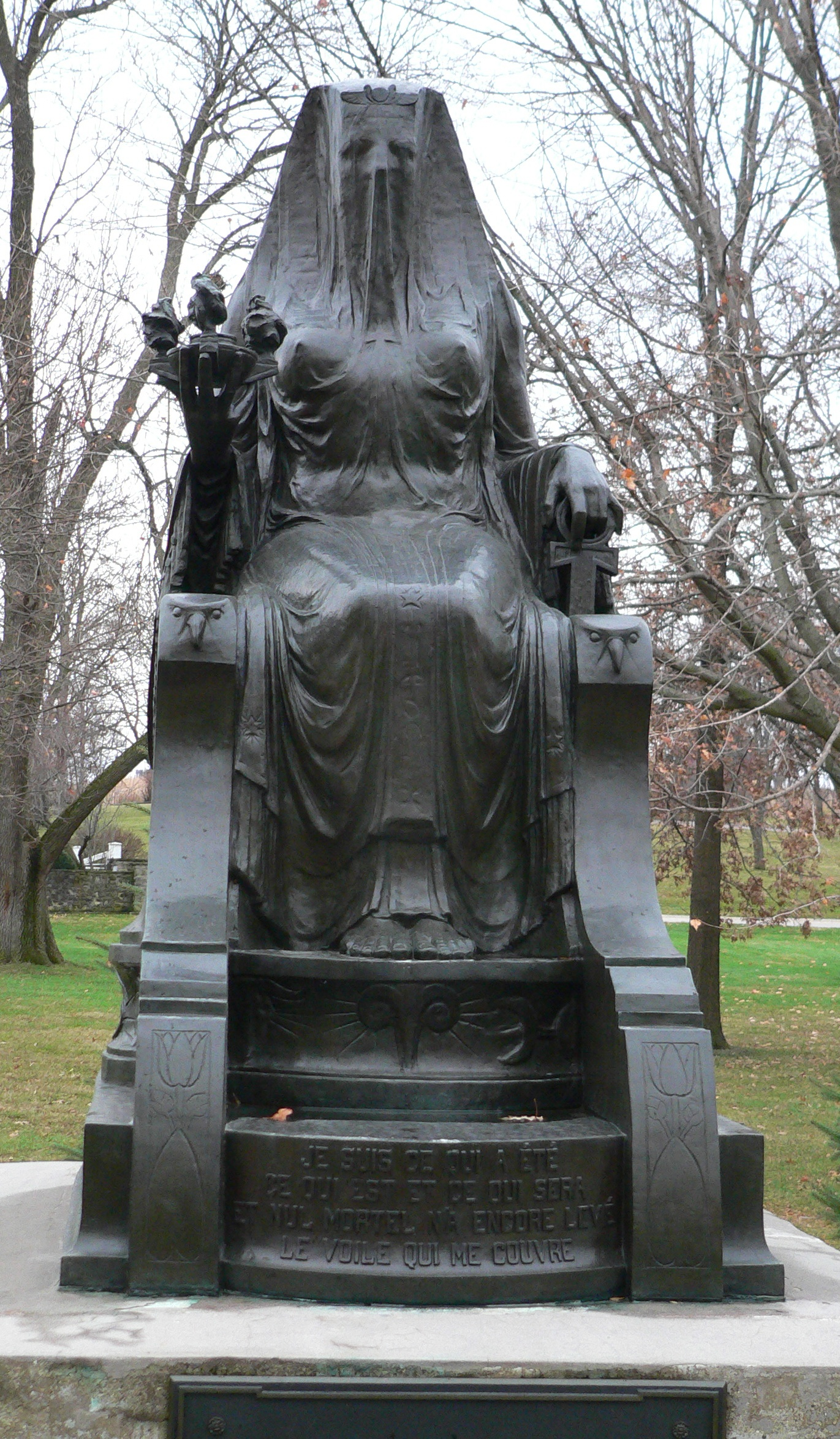
Isis como una «Diosa de la vida» cubierta con un velo en el Herbert Hoover National Historic Site.

La memoria de Isis sobrevivió a la desaparición de su culto. Al igual que los griegos y los romanos, muchos europeos modernos han considerado al antiguo Egipto como cuna de una profunda y a menudo mística sabiduría, y esta sabiduría ha estado a menudo vinculada a esta diosa. La biografía de Isis de Giovanni Boccaccio en su obra de 1374 De mulieribus claris, basada en fuentes clásicas, la trató como una reina histórica que transmitió a la humanidad los conocimientos de la civilización. Algunos pensadores renacentistas desarrollaron esta visión de Isis. Annio de Viterbo, en la década de 1490, afirmó que Isis y Osiris habían civilizado Italia antes que Grecia, estableciendo así una conexión directa entre su país natal y Egipto. Los Apartamentos Borgia, pintados para el papa Alejandro VI, incorporan este mismo tema en su interpretación ilustrada del mito de Osiris.
El esoterismo occidental hace referencia a Isis con frecuencia. Dos textos esotéricos romanos utilizaron el tema mítico en el que la diosa transmite conocimientos secretos a Horus. En el Kore Kosmou le enseña la sabiduría recibida de Hermes Trismegisto, y en el antiguo texto alquímico Isis la Profetisa a Su Hijo Horus, le proporciona recetas alquímicas. Los textos de los inicios de la literatura esotérica moderna, que veía a Hermes Trismegisto como un sabio egipcio y que frecuentemente utilizaba textos a los que se le atribuía su autoría, en ocasiones también se referían a Isis. En otro orden de cosas, la descripción de Apuleyo de la iniciación isiaca ha influido en las prácticas de muchas sociedades secretas. La novela del sacerdote francés Jean Terrasson de 1731, Séthos, se inspira en Apuleyo para un imaginario rito de iniciación egipcio dedicado a Isis. Fue imitado por rituales reales en varias sociedades masónicas y de inspiración masónica durante el siglo XVIII, así como en varias obras literarias, entre las que destaca la ópera de 1791 de Wolfgang Amadeus Mozart, La flauta mágica.
A partir del Renacimiento, la estatua de Isis cubierta por un velo que mencionaban Plutarco y Proclo fue interpretada como una personificación de la naturaleza, basada en un pasaje de las obras de Macrobio del siglo v d. C. que equiparaba a Isis con la naturaleza. Autores de los siglos xvii y XVIII atribuyeron a esta imagen una gran variedad de significados: Isis representaba a la naturaleza como la madre de todas las cosas, como un conjunto de verdades que esperaban ser reveladas por la ciencia, como un símbolo del concepto panteísta de una deidad anónima y enigmática que era inmanente dentro de la naturaleza, o como un impresionante poder sublime que podía ser experimentado a través de extáticos ritos mistéricos.
En la descristianización de Francia durante la Revolución se convirtió en una alternativa al cristianismo tradicional: un símbolo que podía representar la naturaleza, la sabiduría científica moderna y un vínculo con el pasado precristiano. Por ello la imagen de Isis apareció en obras de arte auspiciadas por el gobierno revolucionario, como la Fontaine de la Régénération, y también por el Primer Imperio francés.
La metáfora del velo de Isis continuó difundiéndose a lo largo del siglo xix. Helena Blavatsky, fundadora de la tradición teosófica esotérica, tituló su libro de 1877 sobre la teosofía Isis sin velo, sugiriendo que revelaría verdades espirituales sobre la naturaleza que la ciencia no podría.
Los egipcios modernos la utilizaron como símbolo nacional durante el movimiento faraónico de principios del siglo xx, a medida que el país se independizaba del dominio británico. En obras como el cuadro de Mohamed Naghi en el Parlamento de egipcio titulado El renacimiento de Egipto y la obra de teatro de Tawfiq Al-Hakim El retorno del espíritu, Isis simboliza el renacimiento de la nación. Una escultura de Mahmud Mujtar, también titulada El renacimiento de Egipto, escenifica el motivo por el que Isis se quitó el velo.
Isis se encuentra frecuentemente en obras de ficción, como una franquicia de superhéroes de DC Comics, y su nombre e imagen aparecen en lugares tan dispares como los anuncios publicitarios y los nombres de pila. Isidoros, que significa 'don de Isis', perduró en el cristianismo a pesar de sus orígenes paganos, dando origen a los nombres en español Isidoro e Isidro.
Isis sigue estando presente en los modernos sistemas de creencias esotéricas y neopaganas. El concepto de una diosa única que encarnaba todos los poderes divinos femeninos, inspirado en parte por Apuleyo, se convirtió en un tema muy difundido en la literatura del siglo xix y principios del XX. Grupos y figuras influyentes en el esoterismo, como la Orden Hermética de la Aurora Dorada a finales del siglo XIX y Dion Fortune en la década de 1930, adoptaron a esta diosa universal en sus sistemas de creencias y la llamaron Isis. Esta concepción influyó en la «Gran Diosa», un concepto de diosa madre que se encuentra en muchas formas de brujería contemporánea. Hoy en día las recreaciones de la antigua religión egipcia, como el kemetismo ortodoxo o la Iglesia de la Fuente Eterna, incluyen a Isis entre las deidades a las que veneran. Una secta centrada en la divinidad femenina se llama a sí misma la Fraternidad de Isis porque, en palabras de una de sus «sacerdotisas», M. Isidora Forrest, puede ser «todas las Diosas para todas las personas».